# Llista dels centres emissors de Catalunya
Aquesta és una llista dels principals centres emissors de ràdio i televisió ubicats a Catalunya:

## Barcelona

### Tibidabo i Serra de Collserola
Comarca: Barcelonès
Cota: Tibidabo (516 m) / Torre de Collserola (445 m)
Cobertura: Barcelonès, el Vallès i part del Baix Llobregat i del Maresme

#### Televisió
| Xarxa múltiplex                                    | Canal d'emissió  | Serveis: TV / ràdio          | Senyal | Web                                       |
| -------------------------------------------------- | ---------------- | ---------------------------- | ------ | ----------------------------------------- |
| MPE5                                               | 23 UHF (490 MHz) | Atreseries                   | DVB-T  | http://atreseries.atresmedia.com/         |
| MPE5                                               | 23 UHF (490 MHz) | Be Mad                       | DVB-T  | https://www.bemad.es/                     |
| MPE5                                               | 23 UHF (490 MHz) | Realmadrid TV                | DVB-T  | https://www.realmadrid.com/real-madrid-tv |
| MPE5                                               | 23 UHF (490 MHz) | TEN                          | DVB-T  | https://tentv.es/                         |
| MPE5                                               | 23 UHF (490 MHz) | Los 40 Classic               | DVB-T  | https://los40.com/los40_classic/          |
| MPE5                                               | 23 UHF (490 MHz) | Los 40 Urban                 | DVB-T  | https://los40.com/los40_urban/            |
| MPE5                                               | 23 UHF (490 MHz) | Radiolé                      | DVB-T  | https://www.radiole.com/                  |
| TL01B Barcelona (dir. Barcelonès)                  | 26 UHF (514 MHz) | Betevé                       | DVB-T  | https://beteve.cat/                       |
| TL01B Barcelona (dir. Barcelonès)                  | 26 UHF (514 MHz) | BDN Badalona                 | DVB-T  | https://www.bdncom.cat/                   |
| TL01B Barcelona (dir. Barcelonès)                  | 26 UHF (514 MHz) | TV L'Hospitalet              | DVB-T  | https://lhdigital.cat/televisio-lh/       |
| TL01B Barcelona (dir. Barcelonès)                  | 26 UHF (514 MHz) | Betevé 91.0                  | DVB-T  | https://beteve.cat/                       |
| TL01B Barcelona (dir. Barcelonès)                  | 26 UHF (514 MHz) | Ràdio Ciutat de Badalona     | DVB-T  | https://radio.bdncom.cat/                 |
| MPE2                                               | 27 UHF (522 MHz) | Antena 3                     | DVB-T  | http://www.antena3.com/                   |
| MPE2                                               | 27 UHF (522 MHz) | La Sexta                     | DVB-T  | http://www.lasexta.com/                   |
| MPE2                                               | 27 UHF (522 MHz) | Neox                         | DVB-T  | https://neox.atresmedia.com/              |
| MPE2                                               | 27 UHF (522 MHz) | Nova                         | DVB-T  | https://nova.atresmedia.com/              |
| MPE4                                               | 29 UHF (538 MHz) | Boing                        | DVB-T  | http://www.boing.es/                      |
| MPE4                                               | 29 UHF (538 MHz) | Energy                       | DVB-T  | http://www.energytv.es/                   |
| MPE4                                               | 29 UHF (538 MHz) | Mega                         | DVB-T  | https://mega.atresmedia.com/              |
| MPE4                                               | 29 UHF (538 MHz) | TRECE                        | DVB-T  | https://www.cope.es/trecetv               |
| MPE4                                               | 29 UHF (538 MHz) | Onda Cero                    | DVB-T  | http://www.ondacero.es/                   |
| MPE4                                               | 29 UHF (538 MHz) | Europa FM                    | DVB-T  | http://www.europafm.com/                  |
| MPE4                                               | 29 UHF (538 MHz) | Melodía FM                   | DVB-T  | http://www.melodia-fm.com/                |
| MPE4                                               | 29 UHF (538 MHz) | COPE                         | DVB-T  | http://www.cope.es/                       |
| MPE4                                               | 29 UHF (538 MHz) | Rock FM                      | DVB-T  | https://www.rockfm.fm/                    |
| RGE1 CAT                                           | 31 UHF (554 MHz) | La 1 Catalunya               | DVB-T  | https://www.rtve.es/television/           |
| RGE1 CAT                                           | 31 UHF (554 MHz) | La 2 Catalunya               | DVB-T  | https://www.rtve.es/television/           |
| RGE1 CAT                                           | 31 UHF (554 MHz) | 24h Catalunya                | DVB-T  | https://www.rtve.es/television/           |
| RGE1 CAT                                           | 31 UHF (554 MHz) | Teledeporte                  | DVB-T  | https://www.rtve.es/television/           |
| RGE1 CAT                                           | 31 UHF (554 MHz) | RNE Radio Nacional Catalunya | DVB-T  | http://www.rne.es/                        |
| RGE1 CAT                                           | 31 UHF (554 MHz) | RNE Radio 5 Catalunya        | DVB-T  | http://www.rtve.es/radio/radio5/          |
| RGE1 CAT                                           | 31 UHF (554 MHz) | RNE Ràdio 4                  | DVB-T  | http://www.rtve.es/radio/radio4/          |
| MAUT_CAT addicional                                | 33 UHF (570 MHz) | Pg1                          | DVB-T  |                                           |
| MAUT_CAT addicional                                | 33 UHF (570 MHz) | Pg2                          | DVB-T  |                                           |
| MAUT_CAT addicional                                | 33 UHF (570 MHz) | Pg3                          | DVB-T  |                                           |
| MAUT_CAT addicional                                | 33 UHF (570 MHz) | Pg4                          | DVB-T  |                                           |
| MPE3                                               | 34 UHF (578 MHz) | Telecinco                    | DVB-T  | http://www.telecinco.es/                  |
| MPE3                                               | 34 UHF (578 MHz) | Cuatro                       | DVB-T  | http://www.cuatro.com/                    |
| MPE3                                               | 34 UHF (578 MHz) | Factoría de Ficción          | DVB-T  | https://www.factoriadeficcion.com/        |
| MPE3                                               | 34 UHF (578 MHz) | Divinity                     | DVB-T  | http://www.divinity.es/                   |
| TL03B Cornellà (dir. Baix Llobregat)               | 36 UHF (594 MHz) | ETV Llobregat Televisió      | DVB-T  | https://etv.cat/                          |
| TL07B Sabadell (Tibidabo) (dir. Vallès Occidental) | 39 UHF (618 MHz) | Canal 4                      | DVB-T  | https://www.grup4.com/                    |
| TL07B Sabadell (Tibidabo) (dir. Vallès Occidental) | 39 UHF (618 MHz) | molahitstv                   | DVB-T  | https://www.molatv.cat/                   |
| TL07B Sabadell (Tibidabo) (dir. Vallès Occidental) | 39 UHF (618 MHz) | TV Sant Cugat                | DVB-T  | https://www.tvsantcugat.cat/              |
| TL07B Sabadell (Tibidabo) (dir. Vallès Occidental) | 39 UHF (618 MHz) | HIT TV                       | DVB-T  | http://www.hittv.es/                      |
| TL07B Sabadell (Tibidabo) (dir. Vallès Occidental) | 39 UHF (618 MHz) | Digital Hits FM              | DVB-T  | https://www.digitalhits.cat/              |
| TL07B Sabadell (Tibidabo) (dir. Vallès Occidental) | 39 UHF (618 MHz) | amb2 FM                      | DVB-T  | https://www.amb2fm.cat/                   |
| TL07B Sabadell (Tibidabo) (dir. Vallès Occidental) | 39 UHF (618 MHz) | Kiss FM Barcelona            | DVB-T  | https://www.kissfm.es/                    |
| RGE2                                               | 41 UHF (634 MHz) | La 1 UHD                     | DVB-T  | https://www.rtve.es/television/           |
| RGE2                                               | 41 UHF (634 MHz) | Clan                         | DVB-T  | https://www.rtve.es/television/           |
| RGE2                                               | 41 UHF (634 MHz) | DKISS                        | DVB-T  | http://www.dkiss.es/                      |
| RGE2                                               | 41 UHF (634 MHz) | RNE Radio Clásica HQ         | DVB-T  | http://www.rtve.es/radio/radiocalasica/   |
| RGE2                                               | 41 UHF (634 MHz) | RNE Radio 3 HQ               | DVB-T  | http://www.rtve.es/radio/radio3/          |
| RGE2                                               | 41 UHF (634 MHz) | RNE Radio Exterior           | DVB-T  | http://www.rtve.es/radio/radio-exterior/  |
| RGE2                                               | 41 UHF (634 MHz) | Kiss FM                      | DVB-T  | http://www.kissfm.es/                     |
| RGE2                                               | 41 UHF (634 MHz) | HIT FM                       | DVB-T  | http://www.hitfm.es/                      |
| RGE2                                               | 41 UHF (634 MHz) | esRadio                      | DVB-T  | https://esradio.libertaddigital.com/      |
| RGE2                                               | 41 UHF (634 MHz) | SER                          | DVB-T  | http://www.cadenaser.com/                 |
| RGE2                                               | 41 UHF (634 MHz) | Los 40                       | DVB-T  | http://www.los40.com/                     |
| RGE2                                               | 41 UHF (634 MHz) | Cadena Dial                  | DVB-T  | http://www.cadenadial.com/                |
| Proves 4K                                          | 43 UHF (650 MHz) | La 1 UHD                     | DVB-T2 | https://www.rtve.es/television/           |
| Proves 4K                                          | 43 UHF (650 MHz) | UHD 2                        | DVB-T2 | https://www.uhdspain.com/                 |
| Proves 4K                                          | 43 UHF (650 MHz) | RNE para todos               | DVB-T2 | http://www.rne.es/                        |
| MAUT_CAT (TVC)                                     | 44 UHF (658 MHz) | TV3                          | DVB-T  | http://www.tv3.cat/                       |
| MAUT_CAT (TVC)                                     | 44 UHF (658 MHz) | 3/24                         | DVB-T  | http://www.324.cat/                       |
| MAUT_CAT (TVC)                                     | 44 UHF (658 MHz) | SX3/33                       | DVB-T  | http://www.super3.cat/                    |
| MAUT_CAT (TVC)                                     | 44 UHF (658 MHz) | Esport3                      | DVB-T  | http://www.esport3.cat/                   |
| MAUT_CAT (TVC)                                     | 44 UHF (658 MHz) | IB3 Global                   | DVB-T  | http://www.ib3tv.com/                     |
| MAUT_CAT (TVC)                                     | 44 UHF (658 MHz) | Catalunya Ràdio              | DVB-T  | http://www.catradio.cat/                  |
| MAUT_CAT (TVC)                                     | 44 UHF (658 MHz) | Catalunya Informació         | DVB-T  | http://www.catalunyainformacio.cat/       |
| MAUT_CAT (TVC)                                     | 44 UHF (658 MHz) | Catalunya Música             | DVB-T  | http://www.catalunyamusica.cat/           |
| MAUT_CAT (TVC)                                     | 44 UHF (658 MHz) | iCat                         | DVB-T  | http://www.icat.cat/                      |
| TL12B Sabadell (dir. Vallès Occidental)            | 45 UHF (666 MHz) | Canal Terrassa               | DVB-T  | https://terrassadigital.cat/tv/           |
| TL12B Sabadell (dir. Vallès Occidental)            | 45 UHF (666 MHz) | TV Sabadell-Vallès           | DVB-T  | https://tvsabadell-valles.cat/            |
| TL12B Sabadell (dir. Vallès Occidental)            | 45 UHF (666 MHz) | 95.2 Terrassa                | DVB-T  | https://terrassadigital.cat/radio/        |
| MPE1                                               | 47 UHF (682 MHz) | Veo 7                        | DVB-T  | http://www.veo7.com/                      |
| MPE1                                               | 47 UHF (682 MHz) | DMAX                         | DVB-T  | https://dmax.marca.com/                   |
| MPE1                                               | 47 UHF (682 MHz) | Squirrel                     | DVB-T  | https://squirreltv.es/                    |
| MPE1                                               | 47 UHF (682 MHz) | Paramount Network            | DVB-T  | https://www.paramountnetwork.es/          |
| MPE1                                               | 47 UHF (682 MHz) | Cadena 100                   | DVB-T  | http://www.cadena100.es/                  |
| MPE1                                               | 47 UHF (682 MHz) | Radio María                  | DVB-T  | http://www.radiomaria.es/                 |
| MPE1                                               | 47 UHF (682 MHz) | Radio Marca                  | DVB-T  | http://www.radiomarca.com/                |
| MPE1                                               | 47 UHF (682 MHz) | BOM Radio                    | DVB-T  | https://www.bomradio.com/                 |
| TL10B Barcelona (dir. Barcelonès)                  | 48 UHF (690 MHz) | Canal 4                      | DVB-T  | https://www.grup4.com/                    |
| TL10B Barcelona (dir. Barcelonès)                  | 48 UHF (690 MHz) | Terramar Barcelona           | DVB-T  | https://etv.cat/                          |
| TL10B Barcelona (dir. Barcelonès)                  | 48 UHF (690 MHz) | Cooltura FM                  | DVB-T  | https://coolturafm.com/                   |

#### Ràdio FM
| Canal d'emissió      | Serveis                        | Senyal | Web                                         |
| -------------------- | ------------------------------ | ------ | ------------------------------------------- |
| 87,7 MHz             | RAC 1                          | FM     | https://www.rac1.cat/                       |
| 88,3 MHz             | RNE Radio Nacional Catalunya   | FM     | http://www.rne.es/                          |
| 88,7 MHz             | Melodía FM                     | FM     | https://www.melodia-fm.com/                 |
| 89,1 MHz             | Radio Marca Barcelona          | FM     | https://www.radiomarcabarcelona.com/        |
| 89,8 MHz             | Rock FM                        | FM     | https://www.rockfm.fm/                      |
| 90,5 MHz (Tibidabo)  | Los 40 Classic                 | FM     | https://los40.com/los40_classic/            |
| 91,0 MHz             | betevé ràdio (dir. Barcelonès) | FM     | https://beteve.cat/                         |
| 92,0 MHz             | Catalunya Informació           | FM     | http://www.catalunyainformacio.cat/         |
| 92,5 MHz             | iCat                           | FM     | http://www.icat.cat/                        |
| 93,0 MHz             | RNE Radio Clásica              | FM     | http://www.rtve.es/radio/radiocalasica/     |
| 93,5 MHz             | Onda Cero Catalunya            | FM     | https://www.ondacero.es/emisoras/catalunya/ |
| 93,9 MHz (Tibidabo)  | Els 40                         | FM     | https://los40.com/els40/                    |
| 94,9 MHz             | Europa FM                      | FM     | https://www.europafm.com/                   |
| 95,5 MHz             | Kiss FM                        | FM     | https://www.kissfm.es/                      |
| 96,0 MHz (Tibidabo)  | Los 40 Dance                   | FM     | https://los40.com/los40_dance/              |
| 96,9 Mhz (Tibidabo)  | SER Ràdio Barcelona            | FM     | https://cadenaser.com/radio-barcelona/      |
| 97,7 MHz             | Ràdio TeleTaxi                 | FM     | https://www.radioteletaxi.com/              |
| 98,6 MHz             | RNE Radio 3                    | FM     | http://www.rtve.es/radio/radio3/            |
| 99,0 MHz             | RNE Radio 5 Barcelona          | FM     | http://www.rtve.es/radio/radio5/            |
| 99,4 MHz (Tibidabo)  | Cadena Dial                    | FM     | https://www.cadenadial.com/                 |
| 100,0 MHz            | Cadena 100                     | FM     | https://www.cadena100.es/                   |
| 100,8 MHz            | RNE Ràdio 4                    | FM     | http://www.rtve.es/radio/radio4/            |
| 101,5 MHz            | Catalunya Música               | FM     | http://www.catalunyamusica.cat/             |
| 102,0 MHz            | COPE Catalunya                 | FM     | https://www.cope.es/emisoras/catalunya      |
| 102,8 MHz            | Catalunya Ràdio                | FM     | http://www.catradio.cat/                    |
| 103,5 MHz            | SER Catalunya                  | FM     | https://cadenaser.com/sercat/               |
| 104,2 MHz (Tibidabo) | Los 40 Urban                   | FM     | https://los40.com/los40_urban/              |
| 105,0 MHz            | RAC105                         | FM     | https://www.rac105.cat/                     |
| 105,7 MHz            | Flaix FM                       | FM     | https://flaixfm.cat/                        |
| 106,1 MHz            | Ràdio Flaixbac                 | FM     | https://flaixbac.cat/                       |
| 106,6 MHz            | Ràdio Estel                    | FM     | https://www.radioestel.cat/                 |

#### Ràdio DAB i DAB+
| Xarxa múltiplex                               | Canal d'emissió   | Serveis                            | Senyal | Web                                                     |
| --------------------------------------------- | ----------------- | ---------------------------------- | ------ | ------------------------------------------------------- |
| BCN DAB+ (Tibidabo) (dir. Barcelonès)         | 7A (188,928 MHz)  | La Undécima Hora Radio             | DAB+   | https://laseptimatrompeta.org/blog.html                 |
| BCN DAB+ (Tibidabo) (dir. Barcelonès)         | 7A (188,928 MHz)  | Radio Amistad                      | DAB+   | https://www.rtvamistad.net/                             |
| BCN DAB+ (Tibidabo) (dir. Barcelonès)         | 7A (188,928 MHz)  | China FM                           | DAB+   | https://chinafm.es/                                     |
| BCN DAB+ (Tibidabo) (dir. Barcelonès)         | 7A (188,928 MHz)  | Europa Plus                        | DAB+   | https://europaplus.ru/                                  |
| BCN DAB+ (Tibidabo) (dir. Barcelonès)         | 7A (188,928 MHz)  | Loca Urban                         | DAB+   | https://www.locafm.com/tematica/loca-urban.html         |
| BCN DAB+ (Tibidabo) (dir. Barcelonès)         | 7A (188,928 MHz)  | MDT Radio                          | DAB+   | https://mdtradio.com/                                   |
| BCN DAB+ (Tibidabo) (dir. Barcelonès)         | 7A (188,928 MHz)  | Radio Numéro 1                     | DAB+   | https://www.radiono1.fr/                                |
| BCN DAB+ (Tibidabo) (dir. Barcelonès)         | 7A (188,928 MHz)  | Radio Radio Network                | DAB+   | https://radioradio.es/                                  |
| BCN DAB+ (Tibidabo) (dir. Barcelonès)         | 7A (188,928 MHz)  | Radio Música Italiana              | DAB+   | https://radiomusicaitaliana.es/                         |
| BCN DAB+ (Tibidabo) (dir. Barcelonès)         | 7A (188,928 MHz)  | LO&CO Ucrania FM                   | DAB+   | https://ucraniafm.com/loco-centr/                       |
| MF2                                           | 8A (195,936 MHz)  | Europa FM                          | DAB    | https://www.europafm.com/                               |
| MF2                                           | 8A (195,936 MHz)  | Cadena 100                         | DAB    | https://www.cadena100.es/                               |
| MF2                                           | 8A (195,936 MHz)  | Kiss FM                            | DAB    | https://www.kissfm.es/                                  |
| MF2                                           | 8A (195,936 MHz)  | Onda Cero                          | DAB    | https://www.ondacero.es/                                |
| MF2                                           | 8A (195,936 MHz)  | Cadena SER                         | DAB    | https://cadenaser.com/                                  |
| MF2                                           | 8A (195,936 MHz)  | Radio María                        | DAB    | https://radiomaria.es/                                  |
| MF2                                           | 8A (195,936 MHz)  | Radio María                        | DAB+   | https://radiomaria.es/                                  |
| MF1 CAT                                       | 10A (209,936 MHz) | RNE Radio Nacional Catalunya       | DAB    | http://www.rne.es/                                      |
| MF1 CAT                                       | 10A (209,936 MHz) | RNE Radio Nacional Catalunya       | DAB+   | http://www.rne.es/                                      |
| MF1 CAT                                       | 10A (209,936 MHz) | RNE Radio 5 Catalunya              | DAB    | http://www.rtve.es/radio/radio5/                        |
| MF1 CAT                                       | 10A (209,936 MHz) | RNE Radio 5 Catalunya              | DAB+   | http://www.rtve.es/radio/radio5/                        |
| MF1 CAT                                       | 10A (209,936 MHz) | COPE                               | DAB    | https://www.cope.es/                                    |
| MF1 CAT                                       | 10A (209,936 MHz) | Radio Intereconomía                | DAB    | https://www.intereconomia.com/                          |
| MF1 CAT                                       | 10A (209,936 MHz) | Radio Marca                        | DAB    | http://www.radiomarca.com/                              |
| MF1 CAT                                       | 10A (209,936 MHz) | El Mundo Radio (àudio Radio Marca) | DAB    |                                                         |
| FU-E                                          | 11B (218,640 MHz) | RNE Ràdio 4                        | DAB    | http://www.rtve.es/radio/radio4/                        |
| FU-E                                          | 11B (218,640 MHz) | RNE Ràdio 4                        | DAB+   | http://www.rtve.es/radio/radio4/                        |
| FU-E                                          | 11B (218,640 MHz) | RNE Radio Clásica                  | DAB    | http://www.rtve.es/radio/radiocalasica/                 |
| FU-E                                          | 11B (218,640 MHz) | RNE Radio 3                        | DAB    | http://www.rtve.es/radio/radio3/                        |
| FU-E                                          | 11B (218,640 MHz) | RNE Radio Exterior Europa          | DAB    | http://www.rtve.es/radio/radio-exterior/                |
| FU-E                                          | 11B (218,640 MHz) | MegaStar FM                        | DAB    | https://www.megastar.fm/                                |
| FU-E                                          | 11B (218,640 MHz) | Los 40 Classic                     | DAB    | https://los40.com/los40_classic/                        |
| spaindab.com BCN (Tibidabo) (dir. Barcelonès) | 12A (223,936 MHz) | Activa FM                          | DAB+   | https://www.emisorasmusicales.net/emisoras/activa-fm/   |
| spaindab.com BCN (Tibidabo) (dir. Barcelonès) | 12A (223,936 MHz) | AirZen Radio                       | DAB+   | https://www.airzen.fr/                                  |
| spaindab.com BCN (Tibidabo) (dir. Barcelonès) | 12A (223,936 MHz) | Bikini FM                          | DAB+   | https://www.emisorasmusicales.net/emisoras/bikini-fm/   |
| spaindab.com BCN (Tibidabo) (dir. Barcelonès) | 12A (223,936 MHz) | DABclassic                         | DAB+   | https://dabclassic.com/                                 |
| spaindab.com BCN (Tibidabo) (dir. Barcelonès) | 12A (223,936 MHz) | eXtra                              | DAB+   | https://www.extrapublicaciones.com/                     |
| spaindab.com BCN (Tibidabo) (dir. Barcelonès) | 12A (223,936 MHz) | Graba Radio Ibiza                  | DAB+   | https://www.grabaradioibiza.com/                        |
| spaindab.com BCN (Tibidabo) (dir. Barcelonès) | 12A (223,936 MHz) | Gran Vía Radio                     | DAB+   | https://www.granviaradiofm.es/                          |
| spaindab.com BCN (Tibidabo) (dir. Barcelonès) | 12A (223,936 MHz) | Hits 1 Radio                       | DAB+   | https://www.hits1radio.com/                             |
| spaindab.com BCN (Tibidabo) (dir. Barcelonès) | 12A (223,936 MHz) | HOUSE Radio Spain                  | DAB+   | https://houseradio.es/                                  |
| spaindab.com BCN (Tibidabo) (dir. Barcelonès) | 12A (223,936 MHz) | Inolvidable FM                     | DAB+   | http://www.inolvidablefm.es/                            |
| spaindab.com BCN (Tibidabo) (dir. Barcelonès) | 12A (223,936 MHz) | La Flamenca                        | DAB+   | https://www.emisorasmusicales.net/emisoras/la-flamenca/ |
| spaindab.com BCN (Tibidabo) (dir. Barcelonès) | 12A (223,936 MHz) | La Urban Radio                     | DAB+   | https://www.urbanrevolution.es/                         |
| spaindab.com BCN (Tibidabo) (dir. Barcelonès) | 12A (223,936 MHz) | Le Bon Mix Radio                   | DAB+   | https://www.lebonmix.radio/                             |
| spaindab.com BCN (Tibidabo) (dir. Barcelonès) | 12A (223,936 MHz) | Le Bon Mix Dynamic                 | DAB+   | https://www.lebonmix.radio/                             |
| spaindab.com BCN (Tibidabo) (dir. Barcelonès) | 12A (223,936 MHz) | Littoral FM                        | DAB+   | https://littoral.fm/                                    |
| spaindab.com BCN (Tibidabo) (dir. Barcelonès) | 12A (223,936 MHz) | MetroRadio Catalunya               | DAB+   | https://www.metroradio.es/                              |
| spaindab.com BCN (Tibidabo) (dir. Barcelonès) | 12A (223,936 MHz) | motiva.                            | DAB+   | https://motivafm.com/                                   |
| spaindab.com BCN (Tibidabo) (dir. Barcelonès) | 12A (223,936 MHz) | MuyBuena                           | DAB+   | https://www.emisorasmusicales.net/emisoras/muybuena/    |
| spaindab.com BCN (Tibidabo) (dir. Barcelonès) | 12A (223,936 MHz) | Onda del Plata                     | DAB+   | https://cadenaondadelplata.com/                         |
| spaindab.com BCN (Tibidabo) (dir. Barcelonès) | 12A (223,936 MHz) | Pepe Radio                         | DAB+   | https://peperadio.es/                                   |
| spaindab.com BCN (Tibidabo) (dir. Barcelonès) | 12A (223,936 MHz) | Play FM                            | DAB+   | https://www.radiodancefm.es/                            |
| spaindab.com BCN (Tibidabo) (dir. Barcelonès) | 12A (223,936 MHz) | Pop Lassser FM Barcelona           | DAB+   | https://poplasserfm.es/                                 |
| spaindab.com BCN (Tibidabo) (dir. Barcelonès) | 12A (223,936 MHz) | Punto del Plata Radio              | DAB+   | https://puntodelplata.es/                               |
| spaindab.com BCN (Tibidabo) (dir. Barcelonès) | 12A (223,936 MHz) | Pyrénées FM                        | DAB+   | https://pyreneesfm.com/                                 |
| spaindab.com BCN (Tibidabo) (dir. Barcelonès) | 12A (223,936 MHz) | Ucrania FM                         | DAB+   | https://ucraniafm.com/                                  |

### Montserrat
Comarca: Bages
Cota: 1201 m
Cobertura: Catalunya Central

#### Televisió
| Xarxa múltiplex            | Canal d'emissió  | Serveis: TV / ràdio          | Senyal | Web                                       |
| -------------------------- | ---------------- | ---------------------------- | ------ | ----------------------------------------- |
| MPE5                       | 23 UHF (490 MHz) | Atreseries                   | DVB-T  | http://atreseries.atresmedia.com/         |
| MPE5                       | 23 UHF (490 MHz) | Be Mad                       | DVB-T  | https://www.bemad.es/                     |
| MPE5                       | 23 UHF (490 MHz) | Realmadrid TV                | DVB-T  | https://www.realmadrid.com/real-madrid-tv |
| MPE5                       | 23 UHF (490 MHz) | TEN                          | DVB-T  | http://www.tentv.es                       |
| MPE5                       | 23 UHF (490 MHz) | Los 40 Classic               | DVB-T  | https://los40.com/los40_classic/          |
| MPE5                       | 23 UHF (490 MHz) | Los 40 Urban                 | DVB-T  | https://los40.com/los40_urban/            |
| MPE5                       | 23 UHF (490 MHz) | Radiolé                      | DVB-T  | https://www.radiole.com/                  |
| MPE2                       | 27 UHF (522 MHz) | Antena 3                     | DVB-T  | http://www.antena3.com/                   |
| MPE2                       | 27 UHF (522 MHz) | La Sexta                     | DVB-T  | http://www.lasexta.com/                   |
| MPE2                       | 27 UHF (522 MHz) | Neox                         | DVB-T  | http://www.antena3.com/neox/              |
| MPE2                       | 27 UHF (522 MHz) | Nova                         | DVB-T  | http://www.antena3.com/nova/              |
| MPE4                       | 29 UHF (538 MHz) | Boing                        | DVB-T  | http://www.boing.es/                      |
| MPE4                       | 29 UHF (538 MHz) | Energy                       | DVB-T  | http://www.energytv.es/                   |
| MPE4                       | 29 UHF (538 MHz) | Mega                         | DVB-T  | https://mega.atresmedia.com/              |
| MPE4                       | 29 UHF (538 MHz) | TRECE                        | DVB-T  | https://www.cope.es/trecetv               |
| MPE4                       | 29 UHF (538 MHz) | Onda Cero                    | DVB-T  | http://www.ondacero.es/                   |
| MPE4                       | 29 UHF (538 MHz) | Europa FM                    | DVB-T  | http://www.europafm.com/                  |
| MPE4                       | 29 UHF (538 MHz) | Melodia FM                   | DVB-T  | http://www.melodia-fm.com/                |
| MPE4                       | 29 UHF (538 MHz) | COPE                         | DVB-T  | http://www.cope.es/                       |
| MPE4                       | 29 UHF (538 MHz) | Rock FM                      | DVB-T  | https://www.rockfm.fm/                    |
| RGE1 CAT                   | 31 UHF (554 MHz) | La 1 Catalunya               | DVB-T  | https://www.rtve.es/television/           |
| RGE1 CAT                   | 31 UHF (554 MHz) | La 2 Catalunya               | DVB-T  | https://www.rtve.es/television/           |
| RGE1 CAT                   | 31 UHF (554 MHz) | 24h Catalunya                | DVB-T  | https://www.rtve.es/television/           |
| RGE1 CAT                   | 31 UHF (554 MHz) | Teledeporte                  | DVB-T  | https://www.rtve.es/television/           |
| RGE1 CAT                   | 31 UHF (554 MHz) | RNE Radio Nacional Catalunya | DVB-T  | http://www.rne.es/                        |
| RGE1 CAT                   | 31 UHF (554 MHz) | RNE Radio 5 Catalunya        | DVB-T  | http://www.rtve.es/radio/radio5/          |
| RGE1 CAT                   | 31 UHF (554 MHz) | RNE Ràdio 4                  | DVB-T  | http://www.rtve.es/radio/radio4/          |
| MAUT_ CAT addicional       | 33 UHF (570 MHz) | Pg1                          | DVB-T  |                                           |
| MAUT_ CAT addicional       | 33 UHF (570 MHz) | Pg2                          | DVB-T  |                                           |
| MAUT_ CAT addicional       | 33 UHF (570 MHz) | Pg3                          | DVB-T  |                                           |
| MAUT_ CAT addicional       | 33 UHF (570 MHz) | Pg4                          | DVB-T  |                                           |
| MPE3                       | 34 UHF (578 MHz) | Telecinco                    | DVB-T  | http://www.telecinco.es/                  |
| MPE3                       | 34 UHF (578 MHz) | Cuatro                       | DVB-T  | http://www.cuatro.com/                    |
| MPE3                       | 34 UHF (578 MHz) | Factoría de Ficción          | DVB-T  | https://www.factoriadeficcion.com/        |
| MPE3                       | 34 UHF (578 MHz) | Divinity                     | DVB-T  | http://www.divinity.es/                   |
| RGE2                       | 41 UHF (634 MHz) | La 1 UHD                     | DVB-T  | https://www.rtve.es/television/           |
| RGE2                       | 41 UHF (634 MHz) | Clan                         | DVB-T  | https://www.rtve.es/television/           |
| RGE2                       | 41 UHF (634 MHz) | DKISS                        | DVB-T  | https://www.dkiss.es/                     |
| RGE2                       | 41 UHF (634 MHz) | RNE Radio Clásica HQ         | DVB-T  | http://www.rtve.es/radio/radiocalasica/   |
| RGE2                       | 41 UHF (634 MHz) | RNE Radio 3 HQ               | DVB-T  | http://www.rtve.es/radio/radio3/          |
| RGE2                       | 41 UHF (634 MHz) | RNE Radio Exterior           | DVB-T  | http://www.rtve.es/radio/radio-exterior/  |
| RGE2                       | 41 UHF (634 MHz) | Kiss FM                      | DVB-T  | http://www.kissfm.es/                     |
| RGE2                       | 41 UHF (634 MHz) | HIT FM                       | DVB-T  | https://www.hitfm.es/                     |
| RGE2                       | 41 UHF (634 MHz) | esRadio                      | DVB-T  | https://esradio.libertaddigital.com/      |
| RGE2                       | 41 UHF (634 MHz) | SER                          | DVB-T  | https://cadenaser.com/                    |
| RGE2                       | 41 UHF (634 MHz) | Los 40                       | DVB-T  | http://www.los40.com/                     |
| RGE2                       | 41 UHF (634 MHz) | Cadena Dial                  | DVB-T  | http://www.cadenadial.com/                |
| MAUT_CAT (TVC)             | 44 UHF (658 MHz) | TV3                          | DVB-T  | http://www.tv3.cat/                       |
| MAUT_CAT (TVC)             | 44 UHF (658 MHz) | 3/24                         | DVB-T  | http://www.324.cat/                       |
| MAUT_CAT (TVC)             | 44 UHF (658 MHz) | SX3/33                       | DVB-T  | http://www.super3.cat/                    |
| MAUT_CAT (TVC)             | 44 UHF (658 MHz) | Esport3                      | DVB-T  | http://www.esport3.cat/                   |
| MAUT_CAT (TVC)             | 44 UHF (658 MHz) | IB3 Global                   | DVB-T  | http://www.ib3tv.com/                     |
| MAUT_CAT (TVC)             | 44 UHF (658 MHz) | Catalunya Ràdio              | DVB-T  | http://www.catradio.cat/                  |
| MAUT_CAT (TVC)             | 44 UHF (658 MHz) | Catalunya Informació         | DVB-T  | http://www.catalunyainformacio.cat/       |
| MAUT_CAT (TVC)             | 44 UHF (658 MHz) | Catalunya Música             | DVB-T  | http://www.catalunyamusica.cat/           |
| MAUT_CAT (TVC)             | 44 UHF (658 MHz) | iCat                         | DVB-T  | http://www.icat.cat/                      |
| MPE1                       | 47 UHF (682 MHz) | Veo 7                        | DVB-T  | http://www.veo7.com/                      |
| MPE1                       | 47 UHF (682 MHz) | DMAX                         | DVB-T  | https://dmax.marca.com/                   |
| MPE1                       | 47 UHF (682 MHz) | Squirrel                     | DVB-T  | https://squirreltv.es/                    |
| MPE1                       | 47 UHF (682 MHz) | Paramount Network            | DVB-T  | https://www.paramountnetwork.es/          |
| MPE1                       | 47 UHF (682 MHz) | Cadena 100                   | DVB-T  | https://www.cadena100.es/                 |
| MPE1                       | 47 UHF (682 MHz) | Radio María                  | DVB-T  | http://www.radiomaria.es/                 |
| MPE1                       | 47 UHF (682 MHz) | Radio Marca                  | DVB-T  | http://www.radiomarca.com/                |
| MPE1                       | 47 UHF (682 MHz) | BOM Radio                    | DVB-T  | https://www.bomradio.com/                 |
| TL05B Manresa (dir. Bages) | 48 UHF (690 MHz) | TV Berguedà                  | DVB-T  | https://tvbergueda.cat/                   |
| TL05B Manresa (dir. Bages) | 48 UHF (690 MHz) | Canal Taronja Bages          | DVB-T  | https://www.canaltaronja.cat/central/     |

#### Ràdio
| Canal d'emissió | Serveis                      | Senyal | Web                                     |
| --------------- | ---------------------------- | ------ | --------------------------------------- |
| 88,5 MHz        | Ràdio TeleTaxi               | FM     | https://www.radioteletaxi.com/          |
| 90,3 MHz        | RNE Radio Clásica            | FM     | https://www.rtve.es/radio/radioclasica/ |
| 91,7 MHz        | Els 40                       | FM     | https://los40.com/els40/                |
| 92,2 MHz        | Rock FM                      | FM     | https://www.rockfm.fm/                  |
| 92,7 MHz        | COPE Catalunya               | FM     | https://www.cope.es/emisoras/catalunya  |
| 93,7 MHz        | Ràdio Estel                  | FM     | https://www.radioestel.cat/             |
| 94,3 MHz        | RNE Radio Nacional Catalunya | FM     | http://www.rne.es/                      |
| 96,5 MHz        | iCat                         | FM     | http://www.icat.cat/                    |
| 97,3 MHz        | Catalunya Ràdio              | FM     | http://www.catradio.cat/                |
| 98,3 MHz        | Catalunya Informació         | FM     | http://www.catalunyainformacio.cat/     |
| 98,8 MHz        | RNE Radio 5 Barcelona        | FM     | https://www.rtve.es/radio/radio5/       |
| 99,8 MHz        | Ràdio Flaixbac               | FM     | https://flaixbac.cat/                   |
| 100,2 MHz       | RNE Radio 3                  | FM     | https://www.rtve.es/radio/radio3/       |
| 101,1 MHz       | RAC 1                        | FM     | https://www.rac1.cat/                   |
| 101,7 MHz       | Digital Hits FM              | FM     | https://www.digitalhits.cat/            |
| 102,4 MHz       | Catalunya Música             | FM     | http://www.catalunyamusica.cat/         |
| 103,8 MHz       | RNE Ràdio 4                  | FM     | https://www.rtve.es/radio/radio4/       |
| 104,4 MHz       | SER Catalunya                | FM     | https://cadenaser.com/sercat/           |
| 104,8 MHz       | RAC 105                      | FM     | https://www.rac105.cat/                 |

### Collsuspina / el Castellar
Comarca: Osona
Cota: 1016 m
Cobertura: Osona

#### Televisió
| Xarxa múltiplex     | Canal d'emissió  | Serveis: TV / ràdio          | Senyal | Web                                       |
| ------------------- | ---------------- | ---------------------------- | ------ | ----------------------------------------- |
| MPE5                | 23 UHF (490 MHz) | Atreseries                   | DVB-T  | http://atreseries.atresmedia.com/         |
| MPE5                | 23 UHF (490 MHz) | Be Mad                       | DVB-T  | https://www.bemad.es/                     |
| MPE5                | 23 UHF (490 MHz) | Realmadrid TV                | DVB-T  | https://www.realmadrid.com/real-madrid-tv |
| MPE5                | 23 UHF (490 MHz) | TEN                          | DVB-T  | http://www.tentv.es                       |
| MPE5                | 23 UHF (490 MHz) | Los 40 Classic               | DVB-T  | https://los40.com/los40_classic/          |
| MPE5                | 23 UHF (490 MHz) | Los 40 Urban                 | DVB-T  | https://los40.com/los40_urban/            |
| MPE5                | 23 UHF (490 MHz) | Radiolé                      | DVB-T  | https://www.radiole.com/                  |
| TL08B Vic           | 25 UHF (506 MHz) | Canal Taronja Osona          | DVB-T  | https://www.canaltaronja.cat/osona/       |
| TL08B Vic           | 25 UHF (506 MHz) | El 9 TV                      | DVB-T  | https://el9nou.cat/el9tv/                 |
| MPE2                | 27 UHF (522 MHz) | Antena 3                     | DVB-T  | http://www.antena3.com/                   |
| MPE2                | 27 UHF (522 MHz) | La Sexta                     | DVB-T  | http://www.lasexta.com/                   |
| MPE2                | 27 UHF (522 MHz) | Neox                         | DVB-T  | http://www.antena3.com/neox/              |
| MPE2                | 27 UHF (522 MHz) | Nova                         | DVB-T  | http://www.antena3.com/nova/              |
| MPE4                | 29 UHF (538 MHz) | Boing                        | DVB-T  | http://www.boing.es/                      |
| MPE4                | 29 UHF (538 MHz) | Energy                       | DVB-T  | http://www.energytv.es/                   |
| MPE4                | 29 UHF (538 MHz) | Mega                         | DVB-T  | https://mega.atresmedia.com/              |
| MPE4                | 29 UHF (538 MHz) | TRECE                        | DVB-T  | https://www.cope.es/trecetv               |
| MPE4                | 29 UHF (538 MHz) | Onda Cero                    | DVB-T  | http://www.ondacero.es/                   |
| MPE4                | 29 UHF (538 MHz) | Europa FM                    | DVB-T  | http://www.europafm.com/                  |
| MPE4                | 29 UHF (538 MHz) | Melodia FM                   | DVB-T  | http://www.melodia-fm.com/                |
| MPE4                | 29 UHF (538 MHz) | COPE                         | DVB-T  | https://www.cope.es/                      |
| MPE4                | 29 UHF (538 MHz) | Rock FM                      | DVB-T  | https://www.rockfm.fm/                    |
| RGE1 CAT            | 31 UHF (554 MHz) | La 1 Catalunya               | DVB-T  | https://www.rtve.es/television/           |
| RGE1 CAT            | 31 UHF (554 MHz) | La 2 Catalunya               | DVB-T  | https://www.rtve.es/television/           |
| RGE1 CAT            | 31 UHF (554 MHz) | 24h Catalunya                | DVB-T  | https://www.rtve.es/television/           |
| RGE1 CAT            | 31 UHF (554 MHz) | Teledeporte                  | DVB-T  | https://www.rtve.es/television/           |
| RGE1 CAT            | 31 UHF (554 MHz) | RNE Radio Nacional Catalunya | DVB-T  | http://www.rne.es/                        |
| RGE1 CAT            | 31 UHF (554 MHz) | RNE Radio 5 Catalunya        | DVB-T  | http://www.rtve.es/radio/radio5/          |
| RGE1 CAT            | 31 UHF (554 MHz) | RNE Ràdio 4                  | DVB-T  | http://www.rtve.es/radio/radio4/          |
| MAUT_CAT addicional | 33 UHF (570 MHz) | Pg1                          | DVB-T  |                                           |
| MAUT_CAT addicional | 33 UHF (570 MHz) | Pg2                          | DVB-T  |                                           |
| MAUT_CAT addicional | 33 UHF (570 MHz) | Pg3                          | DVB-T  |                                           |
| MAUT_CAT addicional | 33 UHF (570 MHz) | Pg4                          | DVB-T  |                                           |
| MPE3                | 34 UHF (578 MHz) | Telecinco                    | DVB-T  | http://www.telecinco.es/                  |
| MPE3                | 34 UHF (578 MHz) | Cuatro                       | DVB-T  | http://www.cuatro.com/                    |
| MPE3                | 34 UHF (578 MHz) | Factoría de Ficción          | DVB-T  | https://www.factoriadeficcion.com/        |
| MPE3                | 34 UHF (578 MHz) | Divinity                     | DVB-T  | http://www.divinity.es/                   |
| RGE2                | 41 UHF (634 MHz) | La 1 UHD                     | DVB-T  | https://www.rtve.es/television/           |
| RGE2                | 41 UHF (634 MHz) | Clan                         | DVB-T  | https://www.rtve.es/television/           |
| RGE2                | 41 UHF (634 MHz) | DKISS                        | DVB-T  | http://www.kisstelevision.es/             |
| RGE2                | 41 UHF (634 MHz) | RNE Radio Clásica HQ         | DVB-T  | http://www.rtve.es/radio/radiocalasica/   |
| RGE2                | 41 UHF (634 MHz) | RNE Radio 3 HQ               | DVB-T  | http://www.rtve.es/radio/radio3/          |
| RGE2                | 41 UHF (634 MHz) | RNE Radio Exterior           | DVB-T  | http://www.rtve.es/radio/radio-exterior/  |
| RGE2                | 41 UHF (634 MHz) | Kiss FM                      | DVB-T  | http://www.kissfm.es/                     |
| RGE2                | 41 UHF (634 MHz) | HIT FM                       | DVB-T  | https://www.hitfm.es/                     |
| RGE2                | 41 UHF (634 MHz) | esRadio                      | DVB-T  | https://esradio.libertaddigital.com/      |
| RGE2                | 41 UHF (634 MHz) | SER                          | DVB-T  | https://cadenaser.com/                    |
| RGE2                | 41 UHF (634 MHz) | Los 40                       | DVB-T  | http://www.los40.com/                     |
| RGE2                | 41 UHF (634 MHz) | Cadena Dial                  | DVB-T  | http://www.cadenadial.com/                |
| MAUT_CAT (TVC)      | 44 UHF (658 MHz) | TV3                          | DVB-T  | http://www.tv3.cat/                       |
| MAUT_CAT (TVC)      | 44 UHF (658 MHz) | 3/24                         | DVB-T  | http://www.324.cat/                       |
| MAUT_CAT (TVC)      | 44 UHF (658 MHz) | SX3/33                       | DVB-T  | http://www.super3.cat/                    |
| MAUT_CAT (TVC)      | 44 UHF (658 MHz) | Esport3                      | DVB-T  | http://www.esport3.cat/                   |
| MAUT_CAT (TVC)      | 44 UHF (658 MHz) | IB3 Global                   | DVB-T  | http://www.ib3tv.com/                     |
| MAUT_CAT (TVC)      | 44 UHF (658 MHz) | Catalunya Ràdio              | DVB-T  | http://www.catradio.cat/                  |
| MAUT_CAT (TVC)      | 44 UHF (658 MHz) | Catalunya Informació         | DVB-T  | http://www.catalunyainformacio.cat/       |
| MAUT_CAT (TVC)      | 44 UHF (658 MHz) | Catalunya Música             | DVB-T  | http://www.catalunyamusica.cat/           |
| MAUT_CAT (TVC)      | 44 UHF (658 MHz) | iCat                         | DVB-T  | http://www.icat.cat/                      |
| MPE1                | 47 UHF (682 MHz) | Veo 7                        | DVB-T  | http://www.veo7.com/                      |
| MPE1                | 47 UHF (682 MHz) | DMAX                         | DVB-T  | https://dmax.marca.com/                   |
| MPE1                | 47 UHF (682 MHz) | Squirrel                     | DVB-T  | https://squirreltv.es/                    |
| MPE1                | 47 UHF (682 MHz) | Paramount Network            | DVB-T  | https://www.paramountnetwork.es/          |
| MPE1                | 47 UHF (682 MHz) | Cadena 100                   | DVB-T  | https://www.cadena100.es/                 |
| MPE1                | 47 UHF (682 MHz) | Radio María                  | DVB-T  | http://www.radiomaria.es/                 |
| MPE1                | 47 UHF (682 MHz) | Radio Marca                  | DVB-T  | http://www.radiomarca.com/                |
| MPE1                | 47 UHF (682 MHz) | BOM Radio                    | DVB-T  | https://www.bomradio.com/                 |

#### Ràdio
| Canal d'emissió | Serveis                      | Senyal | Web                                     |
| --------------- | ---------------------------- | ------ | --------------------------------------- |
| 87,9 MHz        | iCat                         | FM     | http://www.icat.cat/                    |
| 89,6 MHz        | Els 40                       | FM     | https://los40.com/els40/                |
| 91,8 MHz        | RAC 105                      | FM     | https://www.rac105.cat/                 |
| 92,3 MHz        | SER Osona                    | FM     | https://cadenaser.com/ser-osona/        |
| 93,2 MHz        | Ràdio Flaixbac               | FM     | https://flaixbac.cat/                   |
| 94,5 MHz        | Catalunya Informació         | FM     | http://www.catalunyainformacio.cat/     |
| 95,7 MHz        | Digital Hits FM              | FM     | https://www.digitalhits.cat/            |
| 97,9 MHz        | RNE Radio Clásica            | FM     | http://www.rtve.es/radio/radiocalasica/ |
| 98,4 MHz        | Ràdio Estel                  | FM     | https://www.radioestel.cat/             |
| 99,2 MHz        | RNE Radio Nacional Catalunya | FM     | http://www.rne.es/                      |
| 99,7 MHz        | Catalunya Ràdio              | FM     | http://www.catradio.cat/                |
| 100,5 MHz       | Catalunya Música             | FM     | http://www.catalunyamusica.cat/         |
| 101,2 MHz       | RAC 1                        | FM     | https://www.rac1.cat/                   |
| 103,1 MHz       | RNE Radio 3                  | FM     | https://www.rtve.es/radio/radio3/       |
| 104,7 MHz       | RNE Ràdio 4                  | FM     | https://www.rtve.es/radio/radio4/       |
| 105,9 MHz       | Flaix FM                     | FM     | https://flaixfm.cat/                    |

## Girona

### Rocacorba
Comarca: Gironès
Cota: 990 m
Cobertura: Gironès i Comarques Gironines

#### Televisió
| Xarxa múltiplex                   | Canal d'emissió  | Serveis: TV / ràdio          | Senyal | Web                                       |
| --------------------------------- | ---------------- | ---------------------------- | ------ | ----------------------------------------- |
| MPE4                              | 29 UHF (538 MHz) | Boing                        | DVB-T  | http://www.boing.es/                      |
| MPE4                              | 29 UHF (538 MHz) | Energy                       | DVB-T  | http://www.energytv.es/                   |
| MPE4                              | 29 UHF (538 MHz) | Mega                         | DVB-T  | https://mega.atresmedia.com/              |
| MPE4                              | 29 UHF (538 MHz) | TRECE                        | DVB-T  | https://www.cope.es/trecetv               |
| MPE4                              | 29 UHF (538 MHz) | Onda Cero                    | DVB-T  | http://www.ondacero.es/                   |
| MPE4                              | 29 UHF (538 MHz) | Europa FM                    | DVB-T  | http://www.europafm.com/                  |
| MPE4                              | 29 UHF (538 MHz) | Melodía FM                   | DVB-T  | http://www.melodia-fm.com/                |
| MPE4                              | 29 UHF (538 MHz) | COPE                         | DVB-T  | http://www.cope.es/                       |
| MPE4                              | 29 UHF (538 MHz) | Rock FM                      | DVB-T  | https://www.rockfm.fm/                    |
| MAUT_CAT (TVC)                    | 30 UHF (546 MHz) | TV3                          | DVB-T  | http://www.tv3.cat/                       |
| MAUT_CAT (TVC)                    | 30 UHF (546 MHz) | 3/24                         | DVB-T  | http://www.324.cat/                       |
| MAUT_CAT (TVC)                    | 30 UHF (546 MHz) | SX3/33                       | DVB-T  | http://www.super3.cat/                    |
| MAUT_CAT (TVC)                    | 30 UHF (546 MHz) | Esport3                      | DVB-T  | http://www.esport3.cat/                   |
| MAUT_CAT (TVC)                    | 30 UHF (546 MHz) | IB3 Global                   | DVB-T  | http://www.ib3tv.com/                     |
| MAUT_CAT (TVC)                    | 30 UHF (546 MHz) | Catalunya Ràdio              | DVB-T  | http://www.catradio.cat/                  |
| MAUT_CAT (TVC)                    | 30 UHF (546 MHz) | Catalunya Informació         | DVB-T  | http://www.catalunyainformacio.cat/       |
| MAUT_CAT (TVC)                    | 30 UHF (546 MHz) | Catalunya Música             | DVB-T  | http://www.catalunyamusica.cat/           |
| MAUT_CAT (TVC)                    | 30 UHF (546 MHz) | iCat.cat                     | DVB-T  | http://www.icat.cat/                      |
| MPE2                              | 32 UHF (562 MHz) | Antena 3                     | DVB-T  | http://www.antena3.com/                   |
| MPE2                              | 32 UHF (562 MHz) | La Sexta                     | DVB-T  | http://www.lasexta.com/                   |
| MPE2                              | 32 UHF (562 MHz) | Neox                         | DVB-T  | http://www.antena3.com/neox/              |
| MPE2                              | 32 UHF (562 MHz) | Nova                         | DVB-T  | http://www.antena3.com/nova/              |
| MPE3                              | 35 UHF (586 MHz) | Telecinco                    | DVB-T  | http://www.telecinco.es/                  |
| MPE3                              | 35 UHF (586 MHz) | Cuatro                       | DVB-T  | http://www.cuatro.com/                    |
| MPE3                              | 35 UHF (586 MHz) | Factoría de Ficción          | DVB-T  | https://www.factoriadeficcion.com/        |
| MPE3                              | 35 UHF (586 MHz) | Divinity                     | DVB-T  | http://www.divinity.es/                   |
| MAUT_CAT addicional               | 36 UHF (594 MHz) | Pg1                          | DVB-T  |                                           |
| MAUT_CAT addicional               | 36 UHF (594 MHz) | Pg2                          | DVB-T  |                                           |
| MAUT_CAT addicional               | 36 UHF (594 MHz) | Pg3                          | DVB-T  |                                           |
| MAUT_CAT addicional               | 36 UHF (594 MHz) | Pg4                          | DVB-T  |                                           |
| MPE5                              | 37 UHF (602 MHz) | Atreseries                   | DVB-T  | http://atreseries.atresmedia.com/         |
| MPE5                              | 37 UHF (602 MHz) | Be Mad                       | DVB-T  | https://www.bemad.es/                     |
| MPE5                              | 37 UHF (602 MHz) | Realmadrid TV                | DVB-T  | https://www.realmadrid.com/real-madrid-tv |
| MPE5                              | 37 UHF (602 MHz) | TEN                          | DVB-T  | http://www.tentv.es                       |
| MPE5                              | 37 UHF (602 MHz) | Los 40 Classic               | DVB-T  | https://los40.com/los40_classic/          |
| MPE5                              | 37 UHF (602 MHz) | Los 40 Urban                 | DVB-T  | https://los40.com/los40_urban/            |
| MPE5                              | 37 UHF (602 MHz) | Radiolé                      | DVB-T  | https://www.radiole.com/                  |
| MPE1                              | 38 UHF (610 MHz) | Veo 7                        | DVB-T  | http://www.veo7.com/                      |
| MPE1                              | 38 UHF (610 MHz) | DMAX                         | DVB-T  | https://dmax.marca.com/                   |
| MPE1                              | 38 UHF (610 MHz) | Squirrel                     | DVB-T  | https://squirreltv.es/                    |
| MPE1                              | 38 UHF (610 MHz) | Paramount Network            | DVB-T  | https://www.paramountnetwork.es/          |
| MPE1                              | 38 UHF (610 MHz) | Cadena 100                   | DVB-T  | https://www.cadena100.es/                 |
| MPE1                              | 38 UHF (610 MHz) | Radio María                  | DVB-T  | http://www.radiomaria.es/                 |
| MPE1                              | 38 UHF (610 MHz) | Radio Marca                  | DVB-T  | http://www.radiomarca.com/                |
| MPE1                              | 38 UHF (610 MHz) | BOM Radio                    | DVB-T  | https://www.bomradio.com/                 |
| TL03GI Girona (dir. Gironès)      | 39 UHF (618 MHz) | Banyoles Televisió           | DVB-T  | http://www.banyolestv.cat/                |
| TL03GI Girona (dir. Gironès)      | 39 UHF (618 MHz) | TV Girona                    | DVB-T  | https://tvgirona.com/                     |
| Proves 4K                         | 40 UHF (626 MHz) | La 1 UHD                     | DVB-T2 | https://www.rtve.es/television/           |
| Proves 4K                         | 40 UHF (626 MHz) | UHD 2                        | DVB-T2 | https://www.uhdspain.com/                 |
| Proves 4K                         | 40 UHF (626 MHz) | RNE para todos               | DVB-T2 | http://www.rne.es/                        |
| RGE2                              | 42 UHF (642 MHz) | La 1 UHD                     | DVB-T  | https://www.rtve.es/television/           |
| RGE2                              | 42 UHF (642 MHz) | Clan                         | DVB-T  | https://www.rtve.es/television/           |
| RGE2                              | 42 UHF (642 MHz) | DKISS                        | DVB-T  | http://www.kisstelevision.es/             |
| RGE2                              | 42 UHF (642 MHz) | RNE Radio Clásica HQ         | DVB-T  | http://www.rtve.es/radio/radiocalasica/   |
| RGE2                              | 42 UHF (642 MHz) | RNE Radio 3 HQ               | DVB-T  | http://www.rtve.es/radio/radio3/          |
| RGE2                              | 42 UHF (642 MHz) | RNE Radio Exterior           | DVB-T  | http://www.rtve.es/radio/radio-exterior/  |
| RGE2                              | 42 UHF (642 MHz) | Kiss FM                      | DVB-T  | http://www.kissfm.es/                     |
| RGE2                              | 42 UHF (642 MHz) | HIT FM                       | DVB-T  | https://www.hitfm.es/                     |
| RGE2                              | 42 UHF (642 MHz) | esRadio                      | DVB-T  | https://esradio.libertaddigital.com/      |
| RGE2                              | 42 UHF (642 MHz) | SER                          | DVB-T  | https://cadenaser.com/                    |
| RGE2                              | 42 UHF (642 MHz) | Los 40                       | DVB-T  | http://www.los40.com/                     |
| RGE2                              | 42 UHF (642 MHz) | Cadena Dial                  | DVB-T  | http://www.cadenadial.com/                |
| RGE1 CAT                          | 45 UHF (666 MHz) | La 1 Catalunya               | DVB-T  | https://www.rtve.es/television/           |
| RGE1 CAT                          | 45 UHF (666 MHz) | La 2 Catalunya               | DVB-T  | https://www.rtve.es/television/           |
| RGE1 CAT                          | 45 UHF (666 MHz) | 24h Catalunya                | DVB-T  | https://www.rtve.es/television/           |
| RGE1 CAT                          | 45 UHF (666 MHz) | Teledeporte                  | DVB-T  | https://www.rtve.es/television/           |
| RGE1 CAT                          | 45 UHF (666 MHz) | RNE Radio Nacional Catalunya | DVB-T  | http://www.rne.es/                        |
| RGE1 CAT                          | 45 UHF (666 MHz) | RNE Radio 5 Catalunya        | DVB-T  | http://www.rtve.es/radio/radio5/          |
| RGE1 CAT                          | 45 UHF (666 MHz) | RNE Ràdio 4                  | DVB-T  | http://www.rtve.es/radio/radio4/          |
| TL01GI Blanes (dir. La Selva)     | 46 UHF (674 MHz) | TV La Selva                  | DVB-T  | https://tvlaselva.cat/                    |
| TL01GI Blanes (dir. La Selva)     | 46 UHF (674 MHz) | Digital Hits FM              | DVB-T  | https://www.digitalhits.cat/              |
| TL01GI Blanes (dir. La Selva)     | 46 UHF (674 MHz) | amb2 FM                      | DVB-T  | https://www.amb2fm.cat/                   |
| T02GI Figueres (dir. Alt Empordà) | 48 UHF (690 MHz) | Canal 10 Empordà             | DVB-T  | https://www.canal10.cat/                  |
| T02GI Figueres (dir. Alt Empordà) | 48 UHF (690 MHz) | Empordà TV                   | DVB-T  | https://empordadigital.cat/               |
| T02GI Figueres (dir. Alt Empordà) | 48 UHF (690 MHz) | Albera TV Alt Empordà        | DVB-T  | https://alberatv.cat                      |
| T02GI Figueres (dir. Alt Empordà) | 48 UHF (690 MHz) | Digital Hits FM              | DVB-T  | https://www.digitalhits.cat/              |
| T02GI Figueres (dir. Alt Empordà) | 48 UHF (690 MHz) | amb2 FM                      | DVB-T  | https://www.amb2fm.cat/                   |

#### Ràdio
| Canal d'emissió | Serveis                      | Senyal | Web                                     |
| --------------- | ---------------------------- | ------ | --------------------------------------- |
| 88,1 MHz        | Els 40                       | FM     | https://los40.com/els40/                |
| 88,9 MHz        | iCat                         | FM     | http://www.icat.cat/                    |
| 89,4 MHz        | Cadena 100                   | FM     | https://www.cadena100.es/               |
| 89,9 MHz        | COPE Catalunya               | FM     | https://www.cope.es/emisoras/catalunya  |
| 90,4 MHz        | Melodía FM                   | FM     | https://www.melodia-fm.com/             |
| 91,1 MHz        | RNE Radio Clásica            | FM     | https://www.rtve.es/radio/radioclasica/ |
| 91,9 MHz        | RAC 105                      | FM     | https://www.rac105.cat/                 |
| 93,3 MHz        | RNE Radio Nacional Catalunya | FM     | https://www.rtve.es/radio/              |
| 94,0 MHz        | RNE Radio 5 Girona           | FM     | https://www.rtve.es/radio/radio5/       |
| 94,4 MHz        | Taronja Ràdio Girona         | FM     | https://www.radiocapital.cat/taronja/   |
| 95,1 MHz        | Cadena Dial                  | FM     | https://www.cadenadial.com/             |
| 95,9 MHz        | RNE Radio 3                  | FM     | https://www.rtve.es/radio/radio3/       |
| 96,7 MHz        | Catalunya Música             | FM     | http://www.catalunyamusica.cat/         |
| 97,4 MHz        | SER Catalunya                | FM     | https://cadenaser.com/sercat/           |
| 98,5 MHz        | SER Ràdio Girona             | FM     | https://cadenaser.com/radio-girona/     |
| 98,9 MHz        | Onda Cero Catalunya          | FM     | https://www.ondacero.es/                |
| 99,6 MHz        | Flaix FM                     | FM     | https://flaixfm.cat/                    |
| 100,1 MHz       | RAC 1                        | FM     | https://www.rac1.cat/                   |
| 100,7 MHz       | Ràdio Flaixbac               | FM     | https://flaixbac.cat/                   |
| 101,7 MHz       | Catalunya Informació         | FM     | http://www.catalunyainformacio.cat/     |
| 102,2 MHz       | Catalunya Ràdio              | FM     | http://www.catradio.cat/                |
| 103,4 MHz       | Ràdio Estel                  | FM     | https://www.radioestel.cat/             |
| 105,1 MHz       | Ràdio TeleTaxi               | FM     | https://www.radioteletaxi.com/          |
| 106,2 MHz       | RNE Ràdio 4                  | FM     | https://www.rtve.es/radio/radio4/       |
| 106,8 MHz       | Europa FM                    | FM     | https://www.europafm.com/               |

### Maçanet de Cabrenys / el Moixer
Comarca: Alt Empordà
Cota: 1435 m
Cobertura: Alt Empordà i Rosselló.

#### Televisió
| Xarxa múltiplex                              | Canal d'emissió  | Serveis: TV / ràdio          | Senyal | Web                                 |
| -------------------------------------------- | ---------------- | ---------------------------- | ------ | ----------------------------------- |
| MAUT_CAT (TVC) (dir. Alt Empordà i Rosselló) | 30 UHF (546 MHz) | TV3                          | DVB-T  | http://www.tv3.cat/                 |
| MAUT_CAT (TVC) (dir. Alt Empordà i Rosselló) | 30 UHF (546 MHz) | 3/24                         | DVB-T  | http://www.324.cat/                 |
| MAUT_CAT (TVC) (dir. Alt Empordà i Rosselló) | 30 UHF (546 MHz) | SX3/33                       | DVB-T  | http://www.super3.cat/              |
| MAUT_CAT (TVC) (dir. Alt Empordà i Rosselló) | 30 UHF (546 MHz) | Esport3                      | DVB-T  | http://www.esport3.cat/             |
| MAUT_CAT (TVC) (dir. Alt Empordà i Rosselló) | 30 UHF (546 MHz) | IB3 Global                   | DVB-T  | http://www.ib3tv.com/               |
| MAUT_CAT (TVC) (dir. Alt Empordà i Rosselló) | 30 UHF (546 MHz) | Catalunya Ràdio              | DVB-T  | http://www.catradio.cat/            |
| MAUT_CAT (TVC) (dir. Alt Empordà i Rosselló) | 30 UHF (546 MHz) | Catalunya Informació         | DVB-T  | http://www.catalunyainformacio.cat/ |
| MAUT_CAT (TVC) (dir. Alt Empordà i Rosselló) | 30 UHF (546 MHz) | Catalunya Música             | DVB-T  | http://www.catalunyamusica.cat/     |
| MAUT_CAT (TVC) (dir. Alt Empordà i Rosselló) | 30 UHF (546 MHz) | iCat                         | DVB-T  | http://www.icat.cat/                |
| MPE2 (dir. Alt Empordà)                      | 32 UHF (562 MHz) | Antena 3                     | DVB-T  | http://www.antena3.com/             |
| MPE2 (dir. Alt Empordà)                      | 32 UHF (562 MHz) | La Sexta                     | DVB-T  | http://www.lasexta.com/             |
| MPE2 (dir. Alt Empordà)                      | 32 UHF (562 MHz) | Neox                         | DVB-T  | https://neox.atresmedia.com/        |
| MPE2 (dir. Alt Empordà)                      | 32 UHF (562 MHz) | Nova                         | DVB-T  | https://nova.atresmedia.com/        |
| MPE3 (dir. Alt Empordà)                      | 35 UHF (586 MHz) | Telecinco                    | DVB-T  | http://www.telecinco.es/            |
| MPE3 (dir. Alt Empordà)                      | 35 UHF (586 MHz) | Cuatro                       | DVB-T  | http://www.cuatro.com/              |
| MPE3 (dir. Alt Empordà)                      | 35 UHF (586 MHz) | Factoría de Ficción          | DVB-T  | https://www.factoriadeficcion.com/  |
| MPE3 (dir. Alt Empordà)                      | 35 UHF (586 MHz) | Divinity                     | DVB-T  | http://www.divinity.es/             |
| MAUT_CAT addicional (dir. Alt Empordà)       | 36 UHF (594 MHz) | Pg1                          | DVB-T  |                                     |
| MAUT_CAT addicional (dir. Alt Empordà)       | 36 UHF (594 MHz) | Pg2                          | DVB-T  |                                     |
| MAUT_CAT addicional (dir. Alt Empordà)       | 36 UHF (594 MHz) | Pg3                          | DVB-T  |                                     |
| MAUT_CAT addicional (dir. Alt Empordà)       | 36 UHF (594 MHz) | Pg4                          | DVB-T  |                                     |
| RGE1 (dir. Rosselló)                         | 37 UHF (602 MHz) | La 1                         | DVB-T  | https://www.rtve.es/television/     |
| RGE1 (dir. Rosselló)                         | 37 UHF (602 MHz) | La 2                         | DVB-T  | https://www.rtve.es/television/     |
| RGE1 (dir. Rosselló)                         | 37 UHF (602 MHz) | 24h                          | DVB-T  | https://www.rtve.es/television/     |
| RGE1 (dir. Rosselló)                         | 37 UHF (602 MHz) | Teledeporte                  | DVB-T  | https://www.rtve.es/television/     |
| RGE1 (dir. Rosselló)                         | 37 UHF (602 MHz) | RNE Radio Nacional           | DVB-T  | http://www.rne.es/                  |
| RGE1 (dir. Rosselló)                         | 37 UHF (602 MHz) | RNE Radio 5                  | DVB-T  | https://www.rtve.es/radio/radio5/   |
| MPE1 (dir. Alt Empordà)                      | 38 UHF (610 MHz) | Veo 7                        | DVB-T  | http://www.veo7.com/                |
| MPE1 (dir. Alt Empordà)                      | 38 UHF (610 MHz) | DMAX                         | DVB-T  | https://dmax.marca.com/             |
| MPE1 (dir. Alt Empordà)                      | 38 UHF (610 MHz) | Squirrel                     | DVB-T  | https://squirreltv.es/              |
| MPE1 (dir. Alt Empordà)                      | 38 UHF (610 MHz) | Paramount Nerwork            | DVB-T  | https://www.paramountnetwork.es/    |
| MPE1 (dir. Alt Empordà)                      | 38 UHF (610 MHz) | Cadena 100                   | DVB-T  | https://www.cadena100.es/           |
| MPE1 (dir. Alt Empordà)                      | 38 UHF (610 MHz) | Radio María                  | DVB-T  | https://radiomaria.es/              |
| MPE1 (dir. Alt Empordà)                      | 38 UHF (610 MHz) | Radio Marca                  | DVB-T  | http://www.radiomarca.com/          |
| MPE1 (dir. Alt Empordà)                      | 38 UHF (610 MHz) | BOM Radio                    | DVB-T  | https://www.bomradio.com/           |
| RGE1 CAT (dir. Alt Empordà)                  | 45 UHF (666 MHz) | La 1 Catalunya               | DVB-T  | https://www.rtve.es/television/     |
| RGE1 CAT (dir. Alt Empordà)                  | 45 UHF (666 MHz) | La 2 Catalunya               | DVB-T  | https://www.rtve.es/television/     |
| RGE1 CAT (dir. Alt Empordà)                  | 45 UHF (666 MHz) | 24h Catalunya                | DVB-T  | https://www.rtve.es/television/     |
| RGE1 CAT (dir. Alt Empordà)                  | 45 UHF (666 MHz) | Teledeporte                  | DVB-T  | https://www.rtve.es/television/     |
| RGE1 CAT (dir. Alt Empordà)                  | 45 UHF (666 MHz) | RNE Radio Nacional Catalunya | DVB-T  | http://www.rne.es/                  |
| RGE1 CAT (dir. Alt Empordà)                  | 45 UHF (666 MHz) | RNE Radio 5 Catalunya        | DVB-T  | https://www.rtve.es/radio/radio5/   |
| RGE1 CAT (dir. Alt Empordà)                  | 45 UHF (666 MHz) | RNE Ràdio 4                  | DVB-T  | https://www.rtve.es/radio/radio4/   |
| TL02GI Figueres (dir. Alt Empordà)           | 48 UHF (690 MHz) | Canal 10 Empordà             | DVB-T  | http://www.canal10.cat/             |
| TL02GI Figueres (dir. Alt Empordà)           | 48 UHF (690 MHz) | Empordà TV                   | DVB-T  | http://empordadigital.cat/          |
| TL02GI Figueres (dir. Alt Empordà)           | 48 UHF (690 MHz) | Ràdio L'Escala               | DVB-T  | https://www.radiolescala.cat/       |

#### Ràdio
| Canal d'emissió | Serveis              | Senyal | Web                                 |
| --------------- | -------------------- | ------ | ----------------------------------- |
| 90,8 MHz        | iCat                 | FM     | http://www.icat.cat/                |
| 93,6 MHz        | Radio TeleTaxi       | FM     | https://www.radioteletaxi.com/      |
| 99,4 MHz        | Catalunya Informació | FM     | http://www.catalunyainformacio.cat/ |
| 102,8 MHz       | Catalunya Música     | FM     | http://www.catalunyamusica.cat/     |
| 103,6 MHz       | Ràdio Flaixbac       | FM     | https://flaixbac.cat/               |
| 104,0 MHz       | SER Catalunya        | FM     | https://cadenaser.com/sercat/       |
| 105,5 MHz       | Catalunya Ràdio      | FM     | http://www.catradio.cat/            |

### Gréixer
Comarca: Cerdanya
Cota: 1375 m
Cobertura: Cerdanya

#### Televisió
| Xarxa múltiplex     | Canal d'emissió  | Serveis: TV / ràdio          | Senyal | Web                                       |
| ------------------- | ---------------- | ---------------------------- | ------ | ----------------------------------------- |
| MPE4                | 29 UHF (538 MHz) | Boing                        | DVB-T  | http://www.boing.es/                      |
| MPE4                | 29 UHF (538 MHz) | Energy                       | DVB-T  | http://www.energytv.es/                   |
| MPE4                | 29 UHF (538 MHz) | Mega                         | DVB-T  | https://mega.atresmedia.com/              |
| MPE4                | 29 UHF (538 MHz) | TRECE                        | DVB-T  | https://www.cope.es/trecetv               |
| MPE4                | 29 UHF (538 MHz) | Onda Cero                    | DVB-T  | http://www.divinity.es/                   |
| MPE4                | 29 UHF (538 MHz) | Europa FM                    | DVB-T  | http://www.europafm.com/                  |
| MPE4                | 29 UHF (538 MHz) | Melodía FM                   | DVB-T  | http://www.melodia-fm.com/                |
| MPE4                | 29 UHF (538 MHz) | COPE                         | DVB-T  | http://www.cope.es/                       |
| MPE4                | 29 UHF (538 MHz) | Rock FM                      | DVB-T  | https://www.rockfm.fm/                    |
| MPE2                | 32 UHF (562 MHz) | Antena 3                     | DVB-T  | http://www.antena3.com/                   |
| MPE2                | 32 UHF (562 MHz) | La Sexta                     | DVB-T  | http://www.lasexta.com/                   |
| MPE2                | 32 UHF (562 MHz) | Neox                         | DVB-T  | http://www.antena3.com/neox/              |
| MPE2                | 32 UHF (562 MHz) | Nova                         | DVB-T  | http://www.antena3.com/nova/              |
| TL03L Seu d'Urgell  | 33 UHF (570 MHz) | Pirineus TV                  | DVB-T  | https://pirineustv.cat/                   |
| TL03L Seu d'Urgell  | 33 UHF (570 MHz) | Lleida TV                    | DVB-T  | https://ott.lleidatv.cat/                 |
| MPE3                | 35 UHF (586 MHz) | Telecinco                    | DVB-T  | http://www.telecinco.es/                  |
| MPE3                | 35 UHF (586 MHz) | Cuatro                       | DVB-T  | http://www.cuatro.com/                    |
| MPE3                | 35 UHF (586 MHz) | Factoría de Ficción          | DVB-T  | https://www.factoriadeficcion.com/        |
| MPE3                | 35 UHF (586 MHz) | Divinity                     | DVB-T  | http://www.divinity.es/                   |
| MAUT_CAT addicional | 36 UHF (594 MHz) | Pg1                          | DVB-T  |                                           |
| MAUT_CAT addicional | 36 UHF (594 MHz) | Pg2                          | DVB-T  |                                           |
| MAUT_CAT addicional | 36 UHF (594 MHz) | Pg3                          | DVB-T  |                                           |
| MAUT_CAT addicional | 36 UHF (594 MHz) | Pg4                          | DVB-T  |                                           |
| MPE5                | 37 UHF (602 MHz) | Atreseries                   | DVB-T  | http://atreseries.atresmedia.com/         |
| MPE5                | 37 UHF (602 MHz) | Be Mad                       | DVB-T  | https://www.bemad.es/                     |
| MPE5                | 37 UHF (602 MHz) | Realmadrid TV                | DVB-T  | https://www.realmadrid.com/real-madrid-tv |
| MPE5                | 37 UHF (602 MHz) | TEN                          | DVB-T  | http://www.tentv.es/                      |
| MPE5                | 37 UHF (602 MHz) | Los 40 Classic               | DVB-T  | https://los40.com/los40_classic/          |
| MPE5                | 37 UHF (602 MHz) | Los 40 Urban                 | DVB-T  | https://los40.com/los40_urban/            |
| MPE5                | 37 UHF (602 MHz) | Radiolé                      | DVB-T  | https://www.radiole.com/                  |
| RGE1 CAT            | 39 UHF (618 MHz) | La 1 Catalunya               | DVB-T  | https://www.rtve.es/television/           |
| RGE1 CAT            | 39 UHF (618 MHz) | La 2 Catalunya               | DVB-T  | https://www.rtve.es/television/           |
| RGE1 CAT            | 39 UHF (618 MHz) | 24h Catalunya                | DVB-T  | https://www.rtve.es/television/           |
| RGE1 CAT            | 39 UHF (618 MHz) | Teledeporte                  | DVB-T  | https://www.rtve.es/television/           |
| RGE1 CAT            | 39 UHF (618 MHz) | RNE Radio Nacional Catalunya | DVB-T  | http://www.rne.es/                        |
| RGE1 CAT            | 39 UHF (618 MHz) | RNE Radio 5 Catalunya        | DVB-T  | http://www.rtve.es/radio/radio5/          |
| RGE1 CAT            | 39 UHF (618 MHz) | RNE Ràdio 4                  | DVB-T  | http://www.rtve.es/radio/radio4/          |
| RGE2                | 43 UHF (650 MHz) | La 1 UHD                     | DVB-T  | https://www.rtve.es/television/           |
| RGE2                | 43 UHF (650 MHz) | Clan                         | DVB-T  | https://www.rtve.es/television/           |
| RGE2                | 43 UHF (650 MHz) | DKISS                        | DVB-T  | http://www.dkiss.es/                      |
| RGE2                | 43 UHF (650 MHz) | RNE Radio Clásica HQ         | DVB-T  | http://www.rtve.es/radio/radiocalasica/   |
| RGE2                | 43 UHF (650 MHz) | RNE Radio 3 HQ               | DVB-T  | http://www.rtve.es/radio/radio3/          |
| RGE2                | 43 UHF (650 MHz) | RNE Radio Exterior           | DVB-T  | http://www.rtve.es/radio/radio-exterior/  |
| RGE2                | 43 UHF (650 MHz) | Kiss FM                      | DVB-T  | http://www.kissfm.es/                     |
| RGE2                | 43 UHF (650 MHz) | HIT FM                       | DVB-T  | http://www.hitfm.es/                      |
| RGE2                | 43 UHF (650 MHz) | esRadio                      | DVB-T  | https://esradio.libertaddigital.com/      |
| RGE2                | 43 UHF (650 MHz) | SER                          | DVB-T  | http://www.cadenaser.com/                 |
| RGE2                | 43 UHF (650 MHz) | Los 40                       | DVB-T  | http://www.los40.com/                     |
| RGE2                | 43 UHF (650 MHz) | Cadena Dial                  | DVB-T  | http://www.cadenadial.com/                |
| MAUT_CAT (TVC)      | 46 UHF (674 MHz) | TV3                          | DVB-T  | http://www.tv3.cat/                       |
| MAUT_CAT (TVC)      | 46 UHF (674 MHz) | 3/24                         | DVB-T  | http://www.324.cat/                       |
| MAUT_CAT (TVC)      | 46 UHF (674 MHz) | SX3/33                       | DVB-T  | http://www.super3.cat/                    |
| MAUT_CAT (TVC)      | 46 UHF (674 MHz) | Esport3                      | DVB-T  | http://www.esport3.cat/                   |
| MAUT_CAT (TVC)      | 46 UHF (674 MHz) | IB3 Global                   | DVB-T  | http://www.ib3tv.com/                     |
| MAUT_CAT (TVC)      | 46 UHF (674 MHz) | Catalunya Ràdio              | DVB-T  | http://www.catradio.cat/                  |
| MAUT_CAT (TVC)      | 46 UHF (674 MHz) | Catalunya Informació         | DVB-T  | http://www.catalunyainformacio.cat/       |
| MAUT_CAT (TVC)      | 46 UHF (674 MHz) | Catalunya Música             | DVB-T  | http://www.catalunyamusica.cat/           |
| MAUT_CAT (TVC)      | 46 UHF (674 MHz) | iCat                         | DVB-T  | http://www.icat.cat/                      |
| MPE1                | 47 UHF (682 MHz) | Veo 7                        | DVB-T  | http://www.veo7.com/                      |
| MPE1                | 47 UHF (682 MHz) | DMAX                         | DVB-T  | https://dmax.marca.com/                   |
| MPE1                | 47 UHF (682 MHz) | Squirrel                     | DVB-T  | https://squirreltv.es/                    |
| MPE1                | 47 UHF (682 MHz) | Paramount Network            | DVB-T  | https://www.paramountnetwork.es/          |
| MPE1                | 47 UHF (682 MHz) | Cadena 100                   | DVB-T  | https://www.cadena100.es/                 |
| MPE1                | 47 UHF (682 MHz) | Radio María                  | DVB-T  | http://www.radiomaria.es/                 |
| MPE1                | 47 UHF (682 MHz) | Radio Marca                  | DVB-T  | http://www.radiomarca.com/                |
| MPE1                | 47 UHF (682 MHz) | BOM Radio                    | DVB-T  | https://www.bomradio.com/                 |

#### Ràdio
| Canal d'emissió | Serveis  | Senyal | Web                     |
| --------------- | -------- | ------ | ----------------------- |
| 87,7 MHz        | RAC 1    | FM     | https://www.rac1.cat/   |
| 91,4 MHz        | RAC 105  | FM     | https://www.rac105.cat/ |
| 106,6 MHz       | Flaix FM | FM     | https://flaixfm.cat/    |

### Tosa d'Alp / La Molina
Comarca: Cerdanya
Cota: Cerdanya (2310 m) / Das (2145 m) / La Molina (2057 m)
Cobertura: Cerdanya

#### Televisió
| Xarxa múltiplex     | Canal d'emissió  | Serveis: TV / ràdio          | Senyal | Web                                       |
| ------------------- | ---------------- | ---------------------------- | ------ | ----------------------------------------- |
| MPE4                | 29 UHF (538 MHz) | Boing                        | DVB-T  | http://www.boing.es/                      |
| MPE4                | 29 UHF (538 MHz) | Energy                       | DVB-T  | http://www.energytv.es/                   |
| MPE4                | 29 UHF (538 MHz) | Mega                         | DVB-T  | https://mega.atresmedia.com/              |
| MPE4                | 29 UHF (538 MHz) | TRECE                        | DVB-T  | https://www.cope.es/trecetv               |
| MPE4                | 29 UHF (538 MHz) | Onda Cero                    | DVB-T  | http://www.divinity.es/                   |
| MPE4                | 29 UHF (538 MHz) | Europa FM                    | DVB-T  | http://www.europafm.com/                  |
| MPE4                | 29 UHF (538 MHz) | Melodía FM                   | DVB-T  | http://www.melodia-fm.com/                |
| MPE4                | 29 UHF (538 MHz) | COPE                         | DVB-T  | http://www.cope.es/                       |
| MPE4                | 29 UHF (538 MHz) | Rock FM                      | DVB-T  | https://www.rockfm.fm/                    |
| MPE2                | 32 UHF (562 MHz) | Antena 3                     | DVB-T  | http://www.antena3.com/                   |
| MPE2                | 32 UHF (562 MHz) | La Sexta                     | DVB-T  | http://www.lasexta.com/                   |
| MPE2                | 32 UHF (562 MHz) | Neox                         | DVB-T  | http://www.antena3.com/neox/              |
| MPE2                | 32 UHF (562 MHz) | Nova                         | DVB-T  | http://www.antena3.com/nova/              |
| TL03L Seu d'Urgell  | 33 UHF (570 MHz) | Pirineus TV                  | DVB-T  | https://pirineustv.cat/                   |
| TL03L Seu d'Urgell  | 33 UHF (570 MHz) | Lleida TV                    | DVB-T  | https://ott.lleidatv.cat/                 |
| MPE3                | 35 UHF (586 MHz) | Telecinco                    | DVB-T  | http://www.telecinco.es/                  |
| MPE3                | 35 UHF (586 MHz) | Cuatro                       | DVB-T  | http://www.cuatro.com/                    |
| MPE3                | 35 UHF (586 MHz) | Factoría de Ficción          | DVB-T  | https://www.factoriadeficcion.com/        |
| MPE3                | 35 UHF (586 MHz) | Divinity                     | DVB-T  | http://www.divinity.es/                   |
| MAUT_CAT addicional | 36 UHF (594 MHz) | Pg1                          | DVB-T  |                                           |
| MAUT_CAT addicional | 36 UHF (594 MHz) | Pg2                          | DVB-T  |                                           |
| MAUT_CAT addicional | 36 UHF (594 MHz) | Pg3                          | DVB-T  |                                           |
| MAUT_CAT addicional | 36 UHF (594 MHz) | Pg4                          | DVB-T  |                                           |
| MPE5                | 37 UHF (602 MHz) | Atreseries                   | DVB-T  | http://atreseries.atresmedia.com/         |
| MPE5                | 37 UHF (602 MHz) | Be Mad                       | DVB-T  | https://www.bemad.es/                     |
| MPE5                | 37 UHF (602 MHz) | Realmadrid TV                | DVB-T  | https://www.realmadrid.com/real-madrid-tv |
| MPE5                | 37 UHF (602 MHz) | TEN                          | DVB-T  | http://www.tentv.es/                      |
| MPE5                | 37 UHF (602 MHz) | Los 40 Classic               | DVB-T  | https://los40.com/los40_classic/          |
| MPE5                | 37 UHF (602 MHz) | Los 40 Urban                 | DVB-T  | https://los40.com/los40_urban/            |
| MPE5                | 37 UHF (602 MHz) | Radiolé                      | DVB-T  | https://www.radiole.com/                  |
| RGE1 CAT            | 39 UHF (618 MHz) | La 1 Catalunya               | DVB-T  | https://www.rtve.es/television/           |
| RGE1 CAT            | 39 UHF (618 MHz) | La 2 Catalunya               | DVB-T  | https://www.rtve.es/television/           |
| RGE1 CAT            | 39 UHF (618 MHz) | 24h Catalunya                | DVB-T  | https://www.rtve.es/television/           |
| RGE1 CAT            | 39 UHF (618 MHz) | Teledeporte                  | DVB-T  | https://www.rtve.es/television/           |
| RGE1 CAT            | 39 UHF (618 MHz) | RNE Radio Nacional Catalunya | DVB-T  | http://www.rne.es/                        |
| RGE1 CAT            | 39 UHF (618 MHz) | RNE Radio 5 Catalunya        | DVB-T  | http://www.rtve.es/radio/radio5/          |
| RGE1 CAT            | 39 UHF (618 MHz) | RNE Ràdio 4                  | DVB-T  | http://www.rtve.es/radio/radio4/          |
| RGE2                | 43 UHF (650 MHz) | La 1 UHD                     | DVB-T  | https://www.rtve.es/television/           |
| RGE2                | 43 UHF (650 MHz) | Clan                         | DVB-T  | https://www.rtve.es/television/           |
| RGE2                | 43 UHF (650 MHz) | DKISS                        | DVB-T  | http://www.dkiss.es/                      |
| RGE2                | 43 UHF (650 MHz) | RNE Radio Clásica HQ         | DVB-T  | http://www.rtve.es/radio/radiocalasica/   |
| RGE2                | 43 UHF (650 MHz) | RNE Radio 3 HQ               | DVB-T  | http://www.rtve.es/radio/radio3/          |
| RGE2                | 43 UHF (650 MHz) | RNE Radio Exterior           | DVB-T  | http://www.rtve.es/radio/radio-exterior/  |
| RGE2                | 43 UHF (650 MHz) | Kiss FM                      | DVB-T  | http://www.kissfm.es/                     |
| RGE2                | 43 UHF (650 MHz) | HIT FM                       | DVB-T  | http://www.hitfm.es/                      |
| RGE2                | 43 UHF (650 MHz) | esRadio                      | DVB-T  | https://esradio.libertaddigital.com/      |
| RGE2                | 43 UHF (650 MHz) | SER                          | DVB-T  | http://www.cadenaser.com/                 |
| RGE2                | 43 UHF (650 MHz) | Los 40                       | DVB-T  | http://www.los40.com/                     |
| RGE2                | 43 UHF (650 MHz) | Cadena Dial                  | DVB-T  | http://www.cadenadial.com/                |
| MAUT_CAT (TVC)      | 46 UHF (674 MHz) | TV3                          | DVB-T  | http://www.tv3.cat/                       |
| MAUT_CAT (TVC)      | 46 UHF (674 MHz) | 3/24                         | DVB-T  | http://www.324.cat/                       |
| MAUT_CAT (TVC)      | 46 UHF (674 MHz) | SX3/33                       | DVB-T  | http://www.super3.cat/                    |
| MAUT_CAT (TVC)      | 46 UHF (674 MHz) | Esport3                      | DVB-T  | http://www.esport3.cat/                   |
| MAUT_CAT (TVC)      | 46 UHF (674 MHz) | IB3 Global                   | DVB-T  | http://www.ib3tv.com/                     |
| MAUT_CAT (TVC)      | 46 UHF (674 MHz) | Catalunya Ràdio              | DVB-T  | http://www.catradio.cat/                  |
| MAUT_CAT (TVC)      | 46 UHF (674 MHz) | Catalunya Informació         | DVB-T  | http://www.catalunyainformacio.cat/       |
| MAUT_CAT (TVC)      | 46 UHF (674 MHz) | Catalunya Música             | DVB-T  | http://www.catalunyamusica.cat/           |
| MAUT_CAT (TVC)      | 46 UHF (674 MHz) | iCat                         | DVB-T  | http://www.icat.cat/                      |
| MPE1                | 47 UHF (682 MHz) | Veo 7                        | DVB-T  | http://www.veo7.com/                      |
| MPE1                | 47 UHF (682 MHz) | DMAX                         | DVB-T  | https://dmax.marca.com/                   |
| MPE1                | 47 UHF (682 MHz) | Squirrel                     | DVB-T  | https://squirreltv.es/                    |
| MPE1                | 47 UHF (682 MHz) | Paramount Network            | DVB-T  | https://www.paramountnetwork.es/          |
| MPE1                | 47 UHF (682 MHz) | Cadena 100                   | DVB-T  | https://www.cadena100.es/                 |
| MPE1                | 47 UHF (682 MHz) | Radio María                  | DVB-T  | http://www.radiomaria.es/                 |
| MPE1                | 47 UHF (682 MHz) | Radio Marca                  | DVB-T  | http://www.radiomarca.com/                |
| MPE1                | 47 UHF (682 MHz) | BOM Radio                    | DVB-T  | https://www.bomradio.com/                 |

#### Ràdio
| Canal d'emissió | Serveis                      | Senyal | Web                                     |
| --------------- | ---------------------------- | ------ | --------------------------------------- |
| 88,4 MHz        | Catalunya Música             | FM     | http://www.catalunyamusica.cat/         |
| 89,1 MHz        | Pròxima FM                   | FM     | http://proximafm.cat/                   |
| 89,8 MHz        | SER Cerdanya                 | FM     | https://cadenaser.com/radio-pirineus/   |
| 90,3 MHz        | Radio TeleTaxi               | FM     | https://www.radioteletaxi.com/          |
| 90,8 MHz        | RNE Ràdio 4                  | FM     | https://www.rtve.es/radio/radio4/       |
| 93,5 MHz        | Digital Hits FM              | FM     | https://www.digitalhits.cat/            |
| 94,2 MHz        | Gum FM                       | FM     | https://www.gumfm.com/                  |
| 94,8 MHz        | Catalunya Informació         | FM     | http://www.catalunyainformacio.cat/     |
| 96,1 MHz        | Ràdio Flaixbac               | FM     | http://www.radioflaixbac.cat            |
| 97,0 MHz        | RNE Radio Clásica            | FM     | https://www.rtve.es/radio/radioclasica/ |
| 99,1 MHz        | Els 40                       | FM     | https://los40.com/els40/                |
| 100,4 MHz       | iCat                         | FM     | http://www.icat.cat/                    |
| 104,0 MHz       | RNE Radio Nacional Catalunya | FM     | https://www.rtve.es/radio/              |
| 104,4 MHz       | Ràdio Estel                  | FM     | https://www.radioestel.cat/             |
| 105,3 MHz       | Catalunya Ràdio              | FM     | http://www.catradio.cat/                |

## Lleida

### Alpicat
Comarca: Segrià
Cota: 335 m
Cobertura: Terres de Ponent

#### Televisió
| Xarxa múltiplex       | Canal d'emissió  | Serveis: TV / ràdio          | Senyal | Web                                       |
| --------------------- | ---------------- | ---------------------------- | ------ | ----------------------------------------- |
| Proves 4K             | 21 UHF (474 MHz) | La 1 UHD                     | DVB-T2 | https://www.rtve.es/television/           |
| Proves 4K             | 21 UHF (474 MHz) | UHD 2                        | DVB-T2 | https://www.uhdspain.com/                 |
| Proves 4K             | 21 UHF (474 MHz) | RNE para todos               | DVB-T2 | http://www.rne.es/                        |
| MAUT_CAT (TVC)        | 22 UHF (482 MHz) | TV3                          | DVB-T  | http://www.tv3.cat/                       |
| MAUT_CAT (TVC)        | 22 UHF (482 MHz) | 3/24                         | DVB-T  | http://www.324.cat/                       |
| MAUT_CAT (TVC)        | 22 UHF (482 MHz) | SX3/33                       | DVB-T  | http://www.super3.cat/                    |
| MAUT_CAT (TVC)        | 22 UHF (482 MHz) | Esport3                      | DVB-T  | http://www.esport3.cat/                   |
| MAUT_CAT (TVC)        | 22 UHF (482 MHz) | IB3 Global                   | DVB-T  | http://www.ib3tv.com/                     |
| MAUT_CAT (TVC)        | 22 UHF (482 MHz) | Catalunya Ràdio              | DVB-T  | http://www.catradio.cat/                  |
| MAUT_CAT (TVC)        | 22 UHF (482 MHz) | Catalunya Informació         | DVB-T  | http://www.catalunyainformacio.cat/       |
| MAUT_CAT (TVC)        | 22 UHF (482 MHz) | Catalunya Música             | DVB-T  | http://www.catalunyamusica.cat/           |
| MAUT_CAT (TVC)        | 22 UHF (482 MHz) | iCat                         | DVB-T  | http://www.icat.cat/                      |
| RGE2                  | 25 UHF (506 MHz) | La 1 UHD                     | DVB-T  | https://www.rtve.es/television/           |
| RGE2                  | 25 UHF (506 MHz) | Clan                         | DVB-T  | https://www.rtve.es/television/           |
| RGE2                  | 25 UHF (506 MHz) | DKISS                        | DVB-T  | http://www.dkiss.es/                      |
| RGE2                  | 25 UHF (506 MHz) | RNE Radio Clásica HQ         | DVB-T  | http://www.rtve.es/radio/radiocalasica/   |
| RGE2                  | 25 UHF (506 MHz) | RNE Radio 3 HQ               | DVB-T  | http://www.rtve.es/radio/radio3/          |
| RGE2                  | 25 UHF (506 MHz) | RNE Radio Exterior           | DVB-T  | http://www.rtve.es/radio/radio-exterior/  |
| RGE2                  | 25 UHF (506 MHz) | Kiss FM                      | DVB-T  | http://www.kissfm.es/                     |
| RGE2                  | 25 UHF (506 MHz) | HIT FM                       | DVB-T  | http://www.hitfm.es/                      |
| RGE2                  | 25 UHF (506 MHz) | esRadio                      | DVB-T  | https://esradio.libertaddigital.com/      |
| RGE2                  | 25 UHF (506 MHz) | SER                          | DVB-T  | http://www.cadenaser.com/                 |
| RGE2                  | 25 UHF (506 MHz) | Los 40                       | DVB-T  | http://www.los40.com/                     |
| RGE2                  | 25 UHF (506 MHz) | Cadena Dial                  | DVB-T  | http://www.cadenadial.com/                |
| TL02L Lleida          | 27 UHF (522 MHz) | Lleida TV                    | DVB-T  | https://ott.lleidatv.cat/                 |
| TL02L Lleida          | 27 UHF (522 MHz) | Cooltura FM                  | DVB-T  | https://coolturafm.com/                   |
| MPE5                  | 28 UHF (530 MHz) | Atreseries                   | DVB-T  | http://atreseries.atresmedia.com/         |
| MPE5                  | 28 UHF (530 MHz) | Be Mad                       | DVB-T  | https://www.bemad.es/                     |
| MPE5                  | 28 UHF (530 MHz) | Realmadrid TV                | DVB-T  | https://www.realmadrid.com/real-madrid-tv |
| MPE5                  | 28 UHF (530 MHz) | TEN                          | DVB-T  | http://www.tentv.es/                      |
| MPE5                  | 28 UHF (530 MHz) | Los 40 Classic               | DVB-T  | https://los40.com/los40_classic/          |
| MPE5                  | 28 UHF (530 MHz) | Los 40 Urban                 | DVB-T  | https://los40.com/los40_urban/            |
| MPE5                  | 28 UHF (530 MHz) | Radiolé                      | DVB-T  | https://www.radiole.com/                  |
| REG1 CAT              | 31 UHF (554 MHz) | La 1 Catalunya               | DVB-T  | https://www.rtve.es/television/           |
| REG1 CAT              | 31 UHF (554 MHz) | La 2 Catalunya               | DVB-T  | https://www.rtve.es/television/           |
| REG1 CAT              | 31 UHF (554 MHz) | 24h Catalunya                | DVB-T  | https://www.rtve.es/television/           |
| REG1 CAT              | 31 UHF (554 MHz) | Teledeporte                  | DVB-T  | https://www.rtve.es/television/           |
| REG1 CAT              | 31 UHF (554 MHz) | RNE Radio Nacional Catalunya | DVB-T  | http://www.rne.es/                        |
| REG1 CAT              | 31 UHF (554 MHz) | RNE Radio 5 Catalunya        | DVB-T  | http://www.rtve.es/radio/radio5/          |
| REG1 CAT              | 31 UHF (554 MHz) | RNE Ràdio 4                  | DVB-T  | http://www.rtve.es/radio/radio4/          |
| MPE2                  | 32 UHF (562 MHz) | Antena 3                     | DVB-T  | http://www.antena3.com/                   |
| MPE2                  | 32 UHF (562 MHz) | La Sexta                     | DVB-T  | http://www.lasexta.com/                   |
| MPE2                  | 32 UHF (562 MHz) | Neox                         | DVB-T  | http://www.antena3.com/neox/              |
| MPE2                  | 32 UHF (562 MHz) | Nova                         | DVB-T  | http://www.antena3.com/nova/              |
| MPE3                  | 35 UHF (586 MHz) | Telecinco                    | DVB-T  | http://www.telecinco.es/                  |
| MPE3                  | 35 UHF (586 MHz) | Cuatro                       | DVB-T  | http://www.cuatro.com/                    |
| MPE3                  | 35 UHF (586 MHz) | Factoría de Ficción          | DVB-T  | https://www.factoriadeficcion.com/        |
| MPE3                  | 35 UHF (586 MHz) | Divinity                     | DVB-T  | http://www.divinity.es/                   |
| MAUT_CAT addicional   | 36 UHF (594 MHz) | Pg1                          | DVB-T  |                                           |
| MAUT_CAT addicional   | 36 UHF (594 MHz) | Pg2                          | DVB-T  |                                           |
| MAUT_CAT addicional   | 36 UHF (594 MHz) | Pg3                          | DVB-T  |                                           |
| MAUT_CAT addicional   | 36 UHF (594 MHz) | Pg4                          | DVB-T  |                                           |
| MPE4                  | 38 UHF (610 MHz) | Boing                        | DVB-T  | http://www.boing.es/                      |
| MPE4                  | 38 UHF (610 MHz) | Energy                       | DVB-T  | http://www.energytv.es/                   |
| MPE4                  | 38 UHF (610 MHz) | Mega                         | DVB-T  | https://mega.atresmedia.com/              |
| MPE4                  | 38 UHF (610 MHz) | TRECE                        | DVB-T  | https://www.cope.es/trecetv               |
| MPE4                  | 38 UHF (610 MHz) | Onda Cero                    | DVB-T  | http://www.divinity.es/                   |
| MPE4                  | 38 UHF (610 MHz) | Europa FM                    | DVB-T  | http://www.europafm.com/                  |
| MPE4                  | 38 UHF (610 MHz) | Melodía FM                   | DVB-T  | http://www.melodia-fm.com/                |
| MPE4                  | 38 UHF (610 MHz) | COPE                         | DVB-T  | http://www.cope.es/                       |
| MPE4                  | 38 UHF (610 MHz) | Rock FM                      | DVB-T  | https://www.rockfm.fm/                    |
| MAUT_ARA (dir. Aragó) | 45 UHF (666 MHz) | Aragón TV                    | DVB-T  | http://www.aragontelevision.es/           |
| MAUT_ARA (dir. Aragó) | 45 UHF (666 MHz) | Aragón Radio                 | DVB-T  | http://www.aragonradio.es/                |
| RGE1 ARA (dir. Aragó) | 46 UHF (674 MHz) | La 1 Aragón                  | DVB-T  | https://www.rtve.es/television/           |
| RGE1 ARA (dir. Aragó) | 46 UHF (674 MHz) | La 2                         | DVB-T  | https://www.rtve.es/television/           |
| RGE1 ARA (dir. Aragó) | 46 UHF (674 MHz) | 24h                          | DVB-T  | https://www.rtve.es/television/           |
| RGE1 ARA (dir. Aragó) | 46 UHF (674 MHz) | Teledeporte                  | DVB-T  | https://www.rtve.es/television/           |
| RGE1 ARA (dir. Aragó) | 46 UHF (674 MHz) | RNE Radio Nacional Aragón    | DVB-T  | http://www.rne.es/                        |
| RGE1 ARA (dir. Aragó) | 46 UHF (674 MHz) | RNE Radio 5                  | DVB-T  | http://www.rtve.es/radio/radio5/          |
| MPE1                  | 47 UHF (682 MHz) | Veo 7                        | DVB-T  | http://www.veo7.com/                      |
| MPE1                  | 47 UHF (682 MHz) | DMAX                         | DVB-T  | https://dmax.marca.com/                   |
| MPE1                  | 47 UHF (682 MHz) | Squirrel                     | DVB-T  | https://squirreltv.es/                    |
| MPE1                  | 47 UHF (682 MHz) | Paramount Network            | DVB-T  | https://www.paramountnetwork.es/          |
| MPE1                  | 47 UHF (682 MHz) | Cadena 100                   | DVB-T  | https://www.cadena100.es/                 |
| MPE1                  | 47 UHF (682 MHz) | Radio María                  | DVB-T  | http://www.radiomaria.es/                 |
| MPE1                  | 47 UHF (682 MHz) | Radio Marca                  | DVB-T  | http://www.radiomarca.com/                |
| MPE1                  | 47 UHF (682 MHz) | BOM Radio                    | DVB-T  | https://www.bomradio.com/                 |

#### Ràdio
| Canal d'emissió | Serveis                      | Senyal | Web                                     |
| --------------- | ---------------------------- | ------ | --------------------------------------- |
| 87,9 MHz        | RNE Ràdio 4                  | FM     | https://www.rtve.es/radio/radio4/       |
| 89,2 MHz        | RNE Radio Clásica            | FM     | https://www.rtve.es/radio/radioclasica/ |
| 90,3 MHz        | RAC 1                        | FM     | https://www.rac1.cat/                   |
| 91,5 MHz        | Ràdio Estel                  | FM     | https://www.radioestel.cat/             |
| 91,9 MHz        | Catalunya Música             | FM     | http://www.catalunyamusica.cat/         |
| 92,6 MHz        | Els 40                       | FM     | https://los40.com/els40/                |
| 93,4 MHz        | SER Ràdio Lleida             | FM     | https://cadenaser.com/radio-lleida/     |
| 94,1 MHz        | Onda Cero Catalunya          | FM     | https://www.ondacero.es/                |
| 94,6 MHz        | RNE Radio Nacional Catalunya | FM     | https://www.rtve.es/radio/              |
| 97,0 MHz        | Catalunya Informació         | FM     | http://www.catalunyainformacio.cat/     |
| 97,8 MHz        | RNE Radio 3                  | FM     | https://www.rtve.es/radio/radio3/       |
| 98,4 MHz        | Cadena Dial                  | FM     | https://www.cadenadial.com/             |
| 99,7 MHz        | Melodía FM                   | FM     | https://www.melodia-fm.com/             |
| 100,3 MHz       | Los 40 Classic               | FM     | https://los40.com/los40_classic/        |
| 100,7 MHz       | Catalunya Ràdio              | FM     | http://www.catradio.cat/                |
| 101,3 MHz       | RAC 105                      | FM     | https://www.rac105.cat/                 |
| 102,7 MHz       | Europa FM                    | FM     | https://www.europafm.com/               |
| 103,6 MHz       | SER Catalunya                | FM     | https://cadenaser.com/sercat/           |
| 104,1 MHz       | Flaix FM                     | FM     | https://flaixfm.cat/                    |
| 104,5 MHz       | UA1 Lleida Ràdio             | FM     | https://www.ua1.cat/                    |
| 105,2 MHz       | Ràdio Flaixbac               | FM     | https://flaixbac.cat/                   |
| 106,1 MHz       | iCat                         | FM     | http://www.icat.cat/                    |
| 106,6 MHz       | RNE Radio 5 Lleida           | FM     | https://www.rtve.es/radio/radio5/       |
| 107,9 MHz       | Alpicat Ràdio                | FM     | https://www.alpicatradio.com/           |

### Cubells / Serrat de les Piques
Comarca: Noguera
Cota: 495 m
Cobertura: Noguera

#### Televisió
| Xarxa múltiplex     | Canal d'emissió  | Serveis: TV / ràdio          | Senyal | Web                                       |
| ------------------- | ---------------- | ---------------------------- | ------ | ----------------------------------------- |
| MAUT_CAT (TVC)      | 22 UHF (482 MHz) | TV3                          | DVB-T  | http://www.tv3.cat/                       |
| MAUT_CAT (TVC)      | 22 UHF (482 MHz) | 3/24                         | DVB-T  | http://www.324.cat/                       |
| MAUT_CAT (TVC)      | 22 UHF (482 MHz) | SX3/33                       | DVB-T  | http://www.super3.cat/                    |
| MAUT_CAT (TVC)      | 22 UHF (482 MHz) | Esport3                      | DVB-T  | http://www.esport3.cat/                   |
| MAUT_CAT (TVC)      | 22 UHF (482 MHz) | IB3 Global                   | DVB-T  | http://www.ib3tv.com/                     |
| MAUT_CAT (TVC)      | 22 UHF (482 MHz) | Catalunya Ràdio              | DVB-T  | http://www.catradio.cat/                  |
| MAUT_CAT (TVC)      | 22 UHF (482 MHz) | Catalunya Informació         | DVB-T  | http://www.catalunyainformacio.cat/       |
| MAUT_CAT (TVC)      | 22 UHF (482 MHz) | Catalunya Música             | DVB-T  | http://www.catalunyamusica.cat/           |
| MAUT_CAT (TVC)      | 22 UHF (482 MHz) | iCat                         | DVB-T  | http://www.icat.cat/                      |
| TL01L Balaguer      | 24 UHF (498 MHz) | Lleida TV                    | DVB-T  | http://www.lleidatv.cat/                  |
| TL01L Balaguer      | 24 UHF (498 MHz) | Segre Ràdio                  | DVB-T  | https://www.segre.com/                    |
| TL01L Balaguer      | 24 UHF (498 MHz) | Pròxima FM                   | DVB-T  | http://proximafm.cat/                     |
| RGE2                | 25 UHF (506 MHz) | La 1 UHD                     | DVB-T  | https://www.rtve.es/television/           |
| RGE2                | 25 UHF (506 MHz) | Clan                         | DVB-T  | https://www.rtve.es/television/           |
| RGE2                | 25 UHF (506 MHz) | DKISS                        | DVB-T  | http://www.dkiss.es/                      |
| RGE2                | 25 UHF (506 MHz) | RNE Radio Clásica HQ         | DVB-T  | http://www.rtve.es/radio/radiocalasica/   |
| RGE2                | 25 UHF (506 MHz) | RNE Radio 3 HQ               | DVB-T  | http://www.rtve.es/radio/radio3/          |
| RGE2                | 25 UHF (506 MHz) | RNE Radio Exterior           | DVB-T  | http://www.rtve.es/radio/radio-exterior/  |
| RGE2                | 25 UHF (506 MHz) | Kiss FM                      | DVB-T  | http://www.kissfm.es/                     |
| RGE2                | 25 UHF (506 MHz) | HIT FM                       | DVB-T  | http://www.hitfm.es/                      |
| RGE2                | 25 UHF (506 MHz) | esRadio                      | DVB-T  | https://esradio.libertaddigital.com/      |
| RGE2                | 25 UHF (506 MHz) | SER                          | DVB-T  | http://www.cadenaser.com/                 |
| RGE2                | 25 UHF (506 MHz) | Los 40                       | DVB-T  | http://www.los40.com/                     |
| RGE2                | 25 UHF (506 MHz) | Cadena Dial                  | DVB-T  | http://www.cadenadial.com/                |
| MPE5                | 28 UHF (530 MHz) | Atreseries                   | DVB-T  | http://atreseries.atresmedia.com/         |
| MPE5                | 28 UHF (530 MHz) | Be Mad                       | DVB-T  | https://www.bemad.es/                     |
| MPE5                | 28 UHF (530 MHz) | Realmadrid TV                | DVB-T  | https://www.realmadrid.com/real-madrid-tv |
| MPE5                | 28 UHF (530 MHz) | TEN                          | DVB-T  | http://www.tentv.es/                      |
| MPE5                | 28 UHF (530 MHz) | Los 40 Classic               | DVB-T  | https://los40.com/los40_classic/          |
| MPE5                | 28 UHF (530 MHz) | Los 40 Urban                 | DVB-T  | https://los40.com/los40_urban/            |
| MPE5                | 28 UHF (530 MHz) | Radiolé                      | DVB-T  | https://www.radiole.com/                  |
| RGE1 CAT            | 31 UHF (554 MHz) | La 1 Catalunya               | DVB-T  | https://www.rtve.es/television/           |
| RGE1 CAT            | 31 UHF (554 MHz) | La 2 Catalunya               | DVB-T  | https://www.rtve.es/television/           |
| RGE1 CAT            | 31 UHF (554 MHz) | 24h Catalunya                | DVB-T  | https://www.rtve.es/television/           |
| RGE1 CAT            | 31 UHF (554 MHz) | Teledeporte                  | DVB-T  | https://www.rtve.es/television/           |
| RGE1 CAT            | 31 UHF (554 MHz) | RNE Radio Nacional Catalunya | DVB-T  | http://www.rne.es/                        |
| RGE1 CAT            | 31 UHF (554 MHz) | RNE Radio 5 Catalunya        | DVB-T  | http://www.rtve.es/radio/radio5/          |
| RGE1 CAT            | 31 UHF (554 MHz) | RNE Ràdio 4                  | DVB-T  | http://www.rtve.es/radio/radio4/          |
| MPE2                | 32 UHF (562 MHz) | Antena 3                     | DVB-T  | http://www.antena3.com/                   |
| MPE2                | 32 UHF (562 MHz) | La Sexta                     | DVB-T  | http://www.lasexta.com/                   |
| MPE2                | 32 UHF (562 MHz) | Neox                         | DVB-T  | http://www.antena3.com/neox/              |
| MPE2                | 32 UHF (562 MHz) | Nova                         | DVB-T  | http://www.antena3.com/nova/              |
| MPE3                | 35 UHF (586 MHz) | Telecinco                    | DVB-T  | http://www.telecinco.es/                  |
| MPE3                | 35 UHF (586 MHz) | Cuatro                       | DVB-T  | http://www.cuatro.com/                    |
| MPE3                | 35 UHF (586 MHz) | Factoría de Ficción          | DVB-T  | https://www.factoriadeficcion.com/        |
| MPE3                | 35 UHF (586 MHz) | Divinity                     | DVB-T  | http://www.divinity.es/                   |
| MAUT_CAT addicional | 36 UHF (594 MHz) | Pg1                          | DVB-T  |                                           |
| MAUT_CAT addicional | 36 UHF (594 MHz) | Pg2                          | DVB-T  |                                           |
| MAUT_CAT addicional | 36 UHF (594 MHz) | Pg3                          | DVB-T  |                                           |
| MAUT_CAT addicional | 36 UHF (594 MHz) | Pg4                          | DVB-T  |                                           |
| MPE4                | 38 UHF (610 MHz) | Boing                        | DVB-T  | http://www.boing.es/                      |
| MPE4                | 38 UHF (610 MHz) | Energy                       | DVB-T  | http://www.energytv.es/                   |
| MPE4                | 38 UHF (610 MHz) | Mega                         | DVB-T  | https://mega.atresmedia.com/              |
| MPE4                | 38 UHF (610 MHz) | TRECE                        | DVB-T  | https://www.cope.es/trecetv               |
| MPE4                | 38 UHF (610 MHz) | Onda Cero                    | DVB-T  | http://www.divinity.es/                   |
| MPE4                | 38 UHF (610 MHz) | Europa FM                    | DVB-T  | http://www.europafm.com/                  |
| MPE4                | 38 UHF (610 MHz) | Melodía FM                   | DVB-T  | http://www.melodia-fm.com/                |
| MPE4                | 38 UHF (610 MHz) | COPE                         | DVB-T  | http://www.cope.es/                       |
| MPE4                | 38 UHF (610 MHz) | Rock FM                      | DVB-T  | https://www.rockfm.fm/                    |
| MPE1                | 47 UHF (682 MHz) | Veo 7                        | DVB-T  | http://www.veo7.com/                      |
| MPE1                | 47 UHF (682 MHz) | DMAX                         | DVB-T  | https://dmax.marca.com/                   |
| MPE1                | 47 UHF (682 MHz) | Squirrel                     | DVB-T  | https://squirreltv.es/                    |
| MPE1                | 47 UHF (682 MHz) | Paramount Network            | DVB-T  | https://www.paramountnetwork.es/          |
| MPE1                | 47 UHF (682 MHz) | Cadena 100                   | DVB-T  | https://www.cadena100.es/                 |
| MPE1                | 47 UHF (682 MHz) | Radio María                  | DVB-T  | http://www.radiomaria.es/                 |
| MPE1                | 47 UHF (682 MHz) | Radio Marca                  | DVB-T  | http://www.radiomarca.com/                |
| MPE1                | 47 UHF (682 MHz) | BOM Radio                    | DVB-T  | https://www.bomradio.com/                 |

#### Ràdio
| Canal d'emissió | Serveis              | Senyal | Web                                 |
| --------------- | -------------------- | ------ | ----------------------------------- |
| 88,7 MHz        | Catalunya Ràdio      | FM     | http://www.catradio.cat/            |
| 98,9 MHz        | Catalunya Música     | FM     | http://www.catalunyamusica.cat/     |
| 101,9 MHz       | Catalunya Informació | FM     | http://www.catalunyainformacio.cat/ |
| 103,3 MHz       | iCat                 | FM     | http://www.icat.cat/                |

### Torreta o Pic de l'Orri / Soriguera
Comarca: Pallars Sobirà
Cota: 2435 m
Cobertura: Alt Pirineu

#### Televisió
| Xarxa múltiplex     | Canal d'emissió  | Serveis: TV / ràdio          | Senyal | Web                                      |
| ------------------- | ---------------- | ---------------------------- | ------ | ---------------------------------------- |
| MAUT_CAT (TVC)      | 22 UHF (482 MHz) | TV3                          | DVB-T  | http://www.tv3.cat/                      |
| MAUT_CAT (TVC)      | 22 UHF (482 MHz) | 3/24                         | DVB-T  | http://www.324.cat/                      |
| MAUT_CAT (TVC)      | 22 UHF (482 MHz) | SX3/33                       | DVB-T  | http://www.super3.cat/                   |
| MAUT_CAT (TVC)      | 22 UHF (482 MHz) | Esport3                      | DVB-T  | http://www.esport3.cat/                  |
| MAUT_CAT (TVC)      | 22 UHF (482 MHz) | IB3 Global                   | DVB-T  | http://www.ib3tv.com/                    |
| MAUT_CAT (TVC)      | 22 UHF (482 MHz) | Catalunya Ràdio              | DVB-T  | http://www.catradio.cat/                 |
| MAUT_CAT (TVC)      | 22 UHF (482 MHz) | Catalunya Informació         | DVB-T  | http://www.catalunyainformacio.cat/      |
| MAUT_CAT (TVC)      | 22 UHF (482 MHz) | Catalunya Música             | DVB-T  | http://www.catalunyamusica.cat/          |
| MAUT_CAT (TVC)      | 22 UHF (482 MHz) | iCat                         | DVB-T  | http://www.icat.cat/                     |
| MPE2                | 32 UHF (562 MHz) | Antena 3                     | DVB-T  | http://www.antena3.com/                  |
| MPE2                | 32 UHF (562 MHz) | La Sexta                     | DVB-T  | http://www.lasexta.com/                  |
| MPE2                | 32 UHF (562 MHz) | Neox                         | DVB-T  | http://www.antena3.com/neox/             |
| MPE2                | 32 UHF (562 MHz) | Nova                         | DVB-T  | http://www.antena3.com/nova/             |
| MPE3                | 35 UHF (586 MHz) | Telecinco                    | DVB-T  | http://www.telecinco.es/                 |
| MPE3                | 35 UHF (586 MHz) | Cuatro                       | DVB-T  | http://www.cuatro.com/                   |
| MPE3                | 35 UHF (586 MHz) | Factoría de Ficción          | DVB-T  | https://www.factoriadeficcion.com/       |
| MPE3                | 35 UHF (586 MHz) | Divinity                     | DVB-T  | http://www.divinity.es/                  |
| RGE1 CAT            | 39 UHF (618 MHz) | La 1 Catalunya               | DVB-T  | https://www.rtve.es/television/          |
| RGE1 CAT            | 39 UHF (618 MHz) | La 2 Catalunya               | DVB-T  | https://www.rtve.es/television/          |
| RGE1 CAT            | 39 UHF (618 MHz) | 24h Catalunya                | DVB-T  | https://www.rtve.es/television/          |
| RGE1 CAT            | 39 UHF (618 MHz) | Teledeporte                  | DVB-T  | https://www.rtve.es/television/          |
| RGE1 CAT            | 39 UHF (618 MHz) | RNE Radio Nacional Catalunya | DVB-T  | http://www.rne.es/                       |
| RGE1 CAT            | 39 UHF (618 MHz) | RNE Radio 5 Catalunya        | DVB-T  | http://www.rtve.es/radio/radio5/         |
| RGE1 CAT            | 39 UHF (618 MHz) | RNE Ràdio 4                  | DVB-T  | http://www.rtve.es/radio/radio4/         |
| MAUT_CAT addicional | 40 UHF (626 MHz) | Pg1                          | DVB-T  |                                          |
| MAUT_CAT addicional | 40 UHF (626 MHz) | Pg2                          | DVB-T  |                                          |
| MAUT_CAT addicional | 40 UHF (626 MHz) | Pg3                          | DVB-T  |                                          |
| MAUT_CAT addicional | 40 UHF (626 MHz) | Pg4                          | DVB-T  |                                          |
| RGE2                | 43 UHF (650 MHz) | La 1 UHD                     | DVB-T  | https://www.rtve.es/television/          |
| RGE2                | 43 UHF (650 MHz) | Clan                         | DVB-T  | https://www.rtve.es/television/          |
| RGE2                | 43 UHF (650 MHz) | DKISS                        | DVB-T  | http://www.dkiss.es/                     |
| RGE2                | 43 UHF (650 MHz) | RNE Radio Clásica HQ         | DVB-T  | http://www.rtve.es/radio/radiocalasica/  |
| RGE2                | 43 UHF (650 MHz) | RNE Radio 3 HQ               | DVB-T  | http://www.rtve.es/radio/radio3/         |
| RGE2                | 43 UHF (650 MHz) | RNE Radio Exterior           | DVB-T  | http://www.rtve.es/radio/radio-exterior/ |
| RGE2                | 43 UHF (650 MHz) | Kiss FM                      | DVB-T  | http://www.kissfm.es/                    |
| RGE2                | 43 UHF (650 MHz) | HIT FM                       | DVB-T  | http://www.hitfm.es/                     |
| RGE2                | 43 UHF (650 MHz) | esRadio                      | DVB-T  | https://esradio.libertaddigital.com/     |
| RGE2                | 43 UHF (650 MHz) | SER                          | DVB-T  | http://www.cadenaser.com/                |
| RGE2                | 43 UHF (650 MHz) | Los 40                       | DVB-T  | http://www.los40.com/                    |
| RGE2                | 43 UHF (650 MHz) | Cadena Dial                  | DVB-T  | http://www.cadenadial.com/               |
| MPE1                | 47 UHF (682 MHz) | Veo 7                        | DVB-T  | http://www.veo7.com/                     |
| MPE1                | 47 UHF (682 MHz) | DMAX                         | DVB-T  | https://dmax.marca.com/                  |
| MPE1                | 47 UHF (682 MHz) | Squirrel                     | DVB-T  | https://squirreltv.es/                   |
| MPE1                | 47 UHF (682 MHz) | Paramount Network            | DVB-T  | https://www.paramountnetwork.es/         |
| MPE1                | 47 UHF (682 MHz) | Cadena 100                   | DVB-T  | https://www.cadena100.es/                |
| MPE1                | 47 UHF (682 MHz) | Radio María                  | DVB-T  | http://www.radiomaria.es/                |
| MPE1                | 47 UHF (682 MHz) | Radio Marca                  | DVB-T  | http://www.radiomarca.com/               |
| MPE1                | 47 UHF (682 MHz) | BOM Radio                    | DVB-T  | https://www.bomradio.com/                |

#### Ràdio
| Canal d'emissió | Serveis                      | Senyal | Web                                     |
| --------------- | ---------------------------- | ------ | --------------------------------------- |
| 87,6 MHz        | Catalunya Informació         | FM     | http://www.catalunyainformacio.cat/     |
| 88,6 MHz        | Catalunya Música             | FM     | http://www.catalunyamusica.cat/         |
| 90,6 MHz        | RNE Ràdio 4                  | FM     | https://www.rtve.es/radio/radio4/       |
| 95,4 MHz        | Catalunya Ràdio              | FM     | http://www.catradio.cat/                |
| 97,2 MHz        | RNE Radio 5 Lleida           | FM     | https://www.rtve.es/radio/radio5        |
| 99,9 MHz        | RNE Radio Nacional Catalunya | FM     | https://www.rtve.es/radio/              |
| 103,6 MHz       | RNE Radio Clásica            | FM     | https://www.rtve.es/radio/radioclasica/ |
| 105,5 MHz       | iCat                         | FM     | http://www.icat.cat/                    |
| 106,4 MHz       | RNE Radio 3                  | FM     | https://www.rtve.es/radio/radio3/       |

### Tornafort / Serrat del Vinagre
Comarca: Pallars Sobirà
Cota: 1266 m
Cobertura: Pallars Sobirà

#### Televisió
| Xarxa múltiplex     | Canal d'emissió  | Serveis: TV / ràdio          | Senyal | Web                                       |
| ------------------- | ---------------- | ---------------------------- | ------ | ----------------------------------------- |
| MAUT_CAT (TVC)      | 22 UHF (482 MHz) | TV3                          | DVB-T  | http://www.tv3.cat/                       |
| MAUT_CAT (TVC)      | 22 UHF (482 MHz) | 3/24                         | DVB-T  | http://www.324.cat/                       |
| MAUT_CAT (TVC)      | 22 UHF (482 MHz) | SX3/33                       | DVB-T  | http://www.super3.cat/                    |
| MAUT_CAT (TVC)      | 22 UHF (482 MHz) | Esport3                      | DVB-T  | http://www.esport3.cat/                   |
| MAUT_CAT (TVC)      | 22 UHF (482 MHz) | IB3 Global                   | DVB-T  | http://www.ib3tv.com/                     |
| MAUT_CAT (TVC)      | 22 UHF (482 MHz) | Catalunya Ràdio              | DVB-T  | http://www.catradio.cat/                  |
| MAUT_CAT (TVC)      | 22 UHF (482 MHz) | Catalunya Informació         | DVB-T  | http://www.catalunyainformacio.cat/       |
| MAUT_CAT (TVC)      | 22 UHF (482 MHz) | Catalunya Música             | DVB-T  | http://www.catalunyamusica.cat/           |
| MAUT_CAT (TVC)      | 22 UHF (482 MHz) | iCat                         | DVB-T  | http://www.icat.cat/                      |
| MPE4                | 29 UHF (538 MHz) | Boing                        | DVB-T  | https://www.boing.es/                     |
| MPE4                | 29 UHF (538 MHz) | Energy                       | DVB-T  | https://www.energytv.es/                  |
| MPE4                | 29 UHF (538 MHz) | Mega                         | DVB-T  | https://mega.atresmedia.com/              |
| MPE4                | 29 UHF (538 MHz) | TRECE                        | DVB-T  | https://www.cope.es/trecetv               |
| MPE4                | 29 UHF (538 MHz) | Onda Cero                    | DVB-T  | https://www.ondacero.es/                  |
| MPE4                | 29 UHF (538 MHz) | Europa FM                    | DVB-T  | https://www.europafm.com/                 |
| MPE4                | 29 UHF (538 MHz) | Melodía FM                   | DVB-T  | https://www.melodia-fm.com/               |
| MPE4                | 29 UHF (538 MHz) | COPE                         | DVB-T  | https://www.cope.es/                      |
| MPE4                | 29 UHF (538 MHz) | Rock FM                      | DVB-T  | https://www.rockfm.fm/                    |
| MPE2                | 32 UHF (562 MHz) | Antena 3                     | DVB-T  | http://www.antena3.com/                   |
| MPE2                | 32 UHF (562 MHz) | La Sexta                     | DVB-T  | http://www.lasexta.com/                   |
| MPE2                | 32 UHF (562 MHz) | Neox                         | DVB-T  | http://www.antena3.com/neox/              |
| MPE2                | 32 UHF (562 MHz) | Nova                         | DVB-T  | http://www.antena3.com/nova/              |
| TL03L Seu d'Urgell  | 33 UHF (570 MHz) | Pirineus tv                  | DVB-T  | https://pirineustv.cat/                   |
| TL03L Seu d'Urgell  | 33 UHF (570 MHz) | Lleida TV                    | DVB-T  | https://ott.lleidatv.cat/                 |
| MPE3                | 35 UHF (586 MHz) | Telecinco                    | DVB-T  | http://www.telecinco.es/                  |
| MPE3                | 35 UHF (586 MHz) | Cuatro                       | DVB-T  | http://www.cuatro.com/                    |
| MPE3                | 35 UHF (586 MHz) | Factoría de Ficción          | DVB-T  | https://www.factoriadeficcion.com/        |
| MPE3                | 35 UHF (586 MHz) | Divinity                     | DVB-T  | http://www.divinity.es/                   |
| MPE5                | 37 UHF (602 MHz) | Atreseries                   | DVB-T  | https://atreseries.atresmedia.com/        |
| MPE5                | 37 UHF (602 MHz) | Be Mad                       | DVB-T  | https://www.bemad.es/                     |
| MPE5                | 37 UHF (602 MHz) | Realmadrid TV                | DVB-T  | https://www.realmadrid.com/real-madrid-tv |
| MPE5                | 37 UHF (602 MHz) | TEN                          | DVB-T  | https://tentv.es/                         |
| MPE5                | 37 UHF (602 MHz) | Los 40 Classic               | DVB-T  | https://los40.com/los40_classic/          |
| MPE5                | 37 UHF (602 MHz) | Los 40 Urban                 | DVB-T  | https://los40.com/los40_urban/            |
| MPE5                | 37 UHF (602 MHz) | Radiolé                      | DVB-T  | https://www.radiole.com/                  |
| RGE1 CAT            | 39 UHF (618 MHz) | La 1 Catalunya               | DVB-T  | https://www.rtve.es/television/           |
| RGE1 CAT            | 39 UHF (618 MHz) | La 2 Catalunya               | DVB-T  | https://www.rtve.es/television/           |
| RGE1 CAT            | 39 UHF (618 MHz) | 24h Catalunya                | DVB-T  | https://www.rtve.es/television/           |
| RGE1 CAT            | 39 UHF (618 MHz) | Teledeporte                  | DVB-T  | https://www.rtve.es/television/           |
| RGE1 CAT            | 39 UHF (618 MHz) | RNE Radio Nacional Catalunya | DVB-T  | http://www.rne.es/                        |
| RGE1 CAT            | 39 UHF (618 MHz) | RNE Radio 5 Catalunya        | DVB-T  | http://www.rtve.es/radio/radio5/          |
| RGE1 CAT            | 39 UHF (618 MHz) | RNE Ràdio 4                  | DVB-T  | http://www.rtve.es/radio/radio4/          |
| MAUT_CAT addicional | 40 UHF (626 MHz) | Pg1                          | DVB-T  |                                           |
| MAUT_CAT addicional | 40 UHF (626 MHz) | Pg2                          | DVB-T  |                                           |
| MAUT_CAT addicional | 40 UHF (626 MHz) | Pg3                          | DVB-T  |                                           |
| MAUT_CAT addicional | 40 UHF (626 MHz) | Pg4                          | DVB-T  |                                           |
| RGE2                | 43 UHF (650 MHz) | La 1 UHD                     | DVB-T  | https://www.rtve.es/television/           |
| RGE2                | 43 UHF (650 MHz) | Clan                         | DVB-T  | https://www.rtve.es/television/           |
| RGE2                | 43 UHF (650 MHz) | DKISS                        | DVB-T  | http://www.dkiss.es/                      |
| RGE2                | 43 UHF (650 MHz) | RNE Radio Clásica HQ         | DVB-T  | http://www.rtve.es/radio/radiocalasica/   |
| RGE2                | 43 UHF (650 MHz) | RNE Radio 3 HQ               | DVB-T  | http://www.rtve.es/radio/radio3/          |
| RGE2                | 43 UHF (650 MHz) | RNE Radio Exterior           | DVB-T  | http://www.rtve.es/radio/radio-exterior/  |
| RGE2                | 43 UHF (650 MHz) | Kiss FM                      | DVB-T  | http://www.kissfm.es/                     |
| RGE2                | 43 UHF (650 MHz) | HIT FM                       | DVB-T  | http://www.hitfm.es/                      |
| RGE2                | 43 UHF (650 MHz) | esRadio                      | DVB-T  | https://esradio.libertaddigital.com/      |
| RGE2                | 43 UHF (650 MHz) | SER                          | DVB-T  | http://www.cadenaser.com/                 |
| RGE2                | 43 UHF (650 MHz) | Los 40                       | DVB-T  | http://www.los40.com/                     |
| RGE2                | 43 UHF (650 MHz) | Cadena Dial                  | DVB-T  | http://www.cadenadial.com/                |
| MPE1                | 47 UHF (682 MHz) | Veo 7                        | DVB-T  | http://www.veo7.com/                      |
| MPE1                | 47 UHF (682 MHz) | DMAX                         | DVB-T  | https://dmax.marca.com/                   |
| MPE1                | 47 UHF (682 MHz) | Squirrel                     | DVB-T  | https://squirreltv.es/                    |
| MPE1                | 47 UHF (682 MHz) | Paramount Network            | DVB-T  | https://www.paramountnetwork.es/          |
| MPE1                | 47 UHF (682 MHz) | Cadena 100                   | DVB-T  | https://www.cadena100.es/                 |
| MPE1                | 47 UHF (682 MHz) | Radio María                  | DVB-T  | http://www.radiomaria.es/                 |
| MPE1                | 47 UHF (682 MHz) | Radio Marca                  | DVB-T  | http://www.radiomarca.com/                |
| MPE1                | 47 UHF (682 MHz) | BOM Radio                    | DVB-T  | https://www.bomradio.com/                 |

#### Ràdio
| Canal d'emissió | Serveis              | Senyal | Web                                 |
| --------------- | -------------------- | ------ | ----------------------------------- |
| 89,6 MHz        | SER Catalunya        | FM     | https://cadenaser.com/sercat/       |
| 90,1 MHz        | RAC 1                | FM     | https://www.rac1.cat/               |
| 91,1 MHz        | Ràdio TeleTaxi       | FM     | https://www.radioteletaxi.com/      |
| 91,7 MHz        | RAC 105              | FM     | https://www.rac105.cat/             |
| 92,4 MHz        | Catalunya Ràdio      | FM     | http://www.catradio.cat/            |
| 94,5 MHz        | Gum FM               | FM     | https://www.gumfm.com/              |
| 98,5 MHz        | Catalunya Informació | FM     | http://www.catalunyainformacio.cat/ |
| 100,8 MHz       | Catalunya Música     | FM     | http://www.catalunyamusica.cat/     |
| 104,8 MHz       | iCat                 | FM     | http://www.icat.cat/                |

## Tarragona

### La Mussara
Comarca: Baix Camp
Cota: 1010 m
Cobertura: Camp de Tarragona

#### Televisió
| Xarxa múltiplex             | Canal d'emissió  | Serveis: TV / ràdio          | Senyal | Web                                       |
| --------------------------- | ---------------- | ---------------------------- | ------ | ----------------------------------------- |
| MAUT_CAT (TVC)              | 24 UHF (498 MHz) | TV3                          | DVB-T  | http://www.tv3.cat/                       |
| MAUT_CAT (TVC)              | 24 UHF (498 MHz) | 3/24                         | DVB-T  | http://www.324.cat/                       |
| MAUT_CAT (TVC)              | 24 UHF (498 MHz) | SX3/33                       | DVB-T  | http://www.super3.cat/                    |
| MAUT_CAT (TVC)              | 24 UHF (498 MHz) | Esport3                      | DVB-T  | http://www.esport3.cat/                   |
| MAUT_CAT (TVC)              | 24 UHF (498 MHz) | IB3 Global                   | DVB-T  | http://www.ib3tv.com/                     |
| MAUT_CAT (TVC)              | 24 UHF (498 MHz) | Catalunya Ràdio              | DVB-T  | http://www.catradio.cat/                  |
| MAUT_CAT (TVC)              | 24 UHF (498 MHz) | Catalunya Informació         | DVB-T  | http://www.catalunyainformacio.cat/       |
| MAUT_CAT (TVC)              | 24 UHF (498 MHz) | Catalunya Música             | DVB-T  | http://www.catalunyamusica.cat/           |
| MAUT_CAT (TVC)              | 24 UHF (498 MHz) | iCat                         | DVB-T  | http://www.icat.cat/                      |
| MPE5                        | 28 UHF (530 MHz) | Atreseries                   | DVB-T  | http://atreseries.atresmedia.com/         |
| MPE5                        | 28 UHF (530 MHz) | Be Mad                       | DVB-T  | https://www.bemad.es/                     |
| MPE5                        | 28 UHF (530 MHz) | Realmadrid TV                | DVB-T  | https://www.realmadrid.com/real-madrid-tv |
| MPE5                        | 28 UHF (530 MHz) | TEN                          | DVB-T  | http://www.tentv.es                       |
| MPE5                        | 28 UHF (530 MHz) | Los 40 Classic               | DVB-T  | https://los40.com/los40_classic/          |
| MPE5                        | 28 UHF (530 MHz) | Los 40 Urban                 | DVB-T  | https://los40.com/los40_urban/            |
| MPE5                        | 28 UHF (530 MHz) | Radiolé                      | DVB-T  | https://www.radiole.com/                  |
| MPE4                        | 29 UHF (538 MHz) | Boing                        | DVB-T  | http://www.boing.es/                      |
| MPE4                        | 29 UHF (538 MHz) | Energy                       | DVB-T  | http://www.energytv.es/                   |
| MPE4                        | 29 UHF (538 MHz) | Mega                         | DVB-T  | https://mega.atresmedia.com/              |
| MPE4                        | 29 UHF (538 MHz) | TRECE                        | DVB-T  | https://www.cope.es/trecetv               |
| MPE4                        | 29 UHF (538 MHz) | Onda Cero                    | DVB-T  | http://www.ondacero.es/                   |
| MPE4                        | 29 UHF (538 MHz) | Europa FM                    | DVB-T  | http://www.europafm.com/                  |
| MPE4                        | 29 UHF (538 MHz) | Melodía FM                   | DVB-T  | http://www.melodia-fm.com/                |
| MPE4                        | 29 UHF (538 MHz) | COPE                         | DVB-T  | http://www.cope.es/                       |
| MPE4                        | 29 UHF (538 MHz) | Rock FM                      | DVB-T  | http://www.rockfm.fm/                     |
| RGE1 CAT                    | 31 UHF (554 MHz) | La 1 Catalunya               | DVB-T  | https://www.rtve.es/television/           |
| RGE1 CAT                    | 31 UHF (554 MHz) | La 2 Catalunya               | DVB-T  | https://www.rtve.es/television/           |
| RGE1 CAT                    | 31 UHF (554 MHz) | 24h Catalunya                | DVB-T  | https://www.rtve.es/television/           |
| RGE1 CAT                    | 31 UHF (554 MHz) | Teledeporte                  | DVB-T  | https://www.rtve.es/television/           |
| RGE1 CAT                    | 31 UHF (554 MHz) | RNE Radio Nacional Catalunya | DVB-T  | http://www.rne.es/                        |
| RGE1 CAT                    | 31 UHF (554 MHz) | RNE Radio 5 Catalunya        | DVB-T  | http://www.rtve.es/radio/radio5/          |
| RGE1 CAT                    | 31 UHF (554 MHz) | RNE Ràdio 4                  | DVB-T  | http://www.rtve.es/radio/radio4/          |
| TL01T Reus (dir. Baix Camp) | 32 UHF (562 MHz) | Canal Reus TV                | DVB-T  | http://www.canalreustv.cat/               |
| MPE3                        | 35 UHF (586 MHz) | Telecinco                    | DVB-T  | http://www.telecinco.es/                  |
| MPE3                        | 35 UHF (586 MHz) | Cuatro                       | DVB-T  | http://www.cuatro.com/                    |
| MPE3                        | 35 UHF (586 MHz) | Factoría de Ficción          | DVB-T  | https://www.factoriadeficcion.com/        |
| MPE3                        | 35 UHF (586 MHz) | Divinity                     | DVB-T  | http://www.divinity.es/                   |
| MAUT_CAT addicional         | 36 UHF (594 MHz) | Pg1                          | DVB-T  |                                           |
| MAUT_CAT addicional         | 36 UHF (594 MHz) | Pg2                          | DVB-T  |                                           |
| MAUT_CAT addicional         | 36 UHF (594 MHz) | Pg3                          | DVB-T  |                                           |
| MAUT_CAT addicional         | 36 UHF (594 MHz) | Pg4                          | DVB-T  |                                           |
| RGE2                        | 37 UHF (602 MHz) | La 1 UHD                     | DVB-T  | https://www.rtve.es/television/           |
| RGE2                        | 37 UHF (602 MHz) | Clan                         | DVB-T  | https://www.rtve.es/television/           |
| RGE2                        | 37 UHF (602 MHz) | DKISS                        | DVB-T  | http://www.dkiss.es/                      |
| RGE2                        | 37 UHF (602 MHz) | RNE Radio Clásica HQ         | DVB-T  | http://www.rtve.es/radio/radiocalasica/   |
| RGE2                        | 37 UHF (602 MHz) | RNE Radio 3 HQ               | DVB-T  | http://www.rtve.es/radio/radio3/          |
| RGE2                        | 37 UHF (602 MHz) | RNE Radio Exterior           | DVB-T  | http://www.rtve.es/radio/radio-exterior/  |
| RGE2                        | 37 UHF (602 MHz) | Kiss FM                      | DVB-T  | http://www.kissfm.es/                     |
| RGE2                        | 37 UHF (602 MHz) | HIT FM                       | DVB-T  | http://www.hitfm.es/                      |
| RGE2                        | 37 UHF (602 MHz) | esRadio                      | DVB-T  | https://esradio.libertaddigital.com/      |
| RGE2                        | 37 UHF (602 MHz) | SER                          | DVB-T  | http://www.cadenaser.com/                 |
| RGE2                        | 37 UHF (602 MHz) | Los 40                       | DVB-T  | http://www.los40.com/                     |
| RGE2                        | 37 UHF (602 MHz) | Cadena Dial                  | DVB-T  | http://www.cadenadial.com/                |
| TL02T Tarragona             | 39 UHF (618 MHz) | TAC 12                       | DVB-T  | http://www.tac12.tv/                      |
| TL02T Tarragona             | 39 UHF (618 MHz) | Terramar TV                  | DVB-T  | http://www.etv.cat/                       |
| TL02T Tarragona             | 39 UHF (618 MHz) | Tarragona Ràdio              | DVB-T  | http://www.tarragonaradio.cat/            |
| TL02T Tarragona             | 39 UHF (618 MHz) | Constantí Ràdio              | DVB-T  | http://www.constantiradio.cat/            |
| TL02T Tarragona             | 39 UHF (618 MHz) | Altafulla Ràdio              | DVB-T  | http://www.altafullaradio.cat/            |
| TL02T Tarragona             | 39 UHF (618 MHz) | Ona La Torre                 | DVB-T  | https://www.ona-latorre.cat/              |
| TL02T Tarragona             | 39 UHF (618 MHz) | Ràdio Montblanc              | DVB-T  | http://www.radiomontblanc.cat/            |
| TL02T Tarragona             | 39 UHF (618 MHz) | EFMR.cat Conca de Bàrbera    | DVB-T  | http://www.efmr.cat/                      |
| TL02T Tarragona             | 39 UHF (618 MHz) | Cooltura FM                  | DVB-T  | https://coolturafm.com/                   |
| MPE2                        | 40 UHF (626 MHz) | Antena 3                     | DVB-T  | http://www.antena3.com/                   |
| MPE2                        | 40 UHF (626 MHz) | La Sexta                     | DVB-T  | http://www.lasexta.com/                   |
| MPE2                        | 40 UHF (626 MHz) | Neox                         | DVB-T  | http://www.antena3.com/neox/              |
| MPE2                        | 40 UHF (626 MHz) | Nova                         | DVB-T  | http://www.antena3.com/nova/              |
| Proves 4K                   | 42 UHF (642 MHz) | La 1 UHD                     | DVB-T2 | https://www.rtve.es/television/           |
| Proves 4K                   | 42 UHF (642 MHz) | UHD 2                        | DVB-T2 | https://www.uhdspain.com/                 |
| Proves 4K                   | 42 UHF (642 MHz) | RNE para Todos               | DVB-T2 | http://www.rne.es/                        |
| MPE1                        | 47 UHF (682 MHz) | Veo 7                        | DVB-T  | http://www.veo7.com/                      |
| MPE1                        | 47 UHF (682 MHz) | DMAX                         | DVB-T  | https://dmax.marca.com/                   |
| MPE1                        | 47 UHF (682 MHz) | Paramount Network            | DVB-T  | https://www.paramountnetwork.es/          |
| MPE1                        | 47 UHF (682 MHz) | Squirrel                     | DVB-T  | https://squirreltv.es/                    |
| MPE1                        | 47 UHF (682 MHz) | Cadena 100                   | DVB-T  | http://www.cadena100.es/                  |
| MPE1                        | 47 UHF (682 MHz) | Radio María                  | DVB-T  | http://www.radiomaria.es/                 |
| MPE1                        | 47 UHF (682 MHz) | Radio Marca                  | DVB-T  | http://www.radiomarca.com/                |
| MPE1                        | 47 UHF (682 MHz) | BOM Radio                    | DVB-T  | https://www.bomradio.com/                 |

#### Ràdio
| Canal d'emissió | Serveis                      | Senyal | Web                                     |
| --------------- | ---------------------------- | ------ | --------------------------------------- |
| 88,0 MHz        | iCat                         | FM     | http://www.icat.cat/                    |
| 88,8 MHz        | RNE Ràdio 4                  | FM     | https://www.rtve.es/radio/radio4/       |
| 89,3 MHz        | RAC 105                      | FM     | https://www.rac105.cat/                 |
| 90,4 MHz        | Ràdio Flaixbac               | FM     | https://flaixbac.cat/                   |
| 91,0 MHz        | Rock FM                      | FM     | https://www.rockfm.fm/                  |
| 91,5 MHz        | RNE Radio Clásica            | FM     | https://www.rtve.es/radio/radioclasica/ |
| 92,9 MHz        | Ràdio Teletaxi               | FM     | https://www.radioteletaxi.com/          |
| 93,5 MHz        | COPE Catalunya               | FM     | https://www.cope.es/emisoras/catalunya  |
| 94,0 MHz        | RNE Radio 5 Tarragona        | FM     | http://www.rtve.es/radio/radio5/        |
| 94,5 MHz        | RNE Radio 3                  | FM     | http://www.rtve.es/radio/radio3/        |
| 95,3 MHz        | Onda Cero Catalunya          | FM     | https://www.ondacero.es/                |
| 96,1 MHz        | Los 40 Classic               | FM     | https://los40.com/los40_classic/        |
| 97,1 MHz        | SER Tarragona                | FM     | https://cadenaser.com/ser-tarragona/    |
| 97,7 MHz        | SER Catalunya                | FM     | https://cadenaser.com/sercat/           |
| 99,2 MHz        | RAC 1                        | FM     | https://www.rac1.cat/                   |
| 100,2 MHz       | Catalunya Ràdio              | FM     | http://www.catradio.cat/                |
| 100,6 MHz       | Ràdio Estel                  | FM     | https://www.radioestel.cat/             |
| 101,4 MHz       | Els 40                       | FM     | https://los40.com/els40/                |
| 102,7 MHz       | Europa FM                    | FM     | https://www.europafm.com/               |
| 104,5 MHz       | Catalunya Informació         | FM     | http://www.catalunyainformacio.cat/     |
| 105,4 MHz       | Catalunya Música             | FM     | http://www.catalunyamusica.cat/         |
| 106,5 MHz       | RNE Radio Nacional Catalunya | FM     | http://www.rtve.es/radio/               |

### La Creu de Collredó
Comarca: Baix Ebre
Cota: 375 m
Cobertura: Terres de l'Ebre

#### Televisió
| Xarxa múltiplex     | Canal d'emissió  | Serveis: TV / ràdio          | Senyal | Web                                       |
| ------------------- | ---------------- | ---------------------------- | ------ | ----------------------------------------- |
| RGE2                | 23 UHF (490 MHz) | La 1 UHD                     | DVB-T  | https://www.rtve.es/television/           |
| RGE2                | 23 UHF (490 MHz) | Clan                         | DVB-T  | https://www.rtve.es/television/           |
| RGE2                | 23 UHF (490 MHz) | DKISS                        | DVB-T  | http://www.dkiss.es/                      |
| RGE2                | 23 UHF (490 MHz) | RNE Radio Clásica HQ         | DVB-T  | http://www.rtve.es/radio/radiocalasica/   |
| RGE2                | 23 UHF (490 MHz) | RNE Radio 3 HQ               | DVB-T  | http://www.rtve.es/radio/radio3/          |
| RGE2                | 23 UHF (490 MHz) | RNE Radio Exterior           | DVB-T  | http://www.rtve.es/radio/radio-exterior/  |
| RGE2                | 23 UHF (490 MHz) | Kiss FM                      | DVB-T  | http://www.kissfm.es/                     |
| RGE2                | 23 UHF (490 MHz) | HIT FM                       | DVB-T  | https://www.hitfm.es/                     |
| RGE2                | 23 UHF (490 MHz) | esRadio                      | DVB-T  | https://esradio.libertaddigital.com/      |
| RGE2                | 23 UHF (490 MHz) | SER                          | DVB-T  | https://cadenaser.com/                    |
| RGE2                | 23 UHF (490 MHz) | Los 40                       | DVB-T  | http://www.los40.com/                     |
| RGE2                | 23 UHF (490 MHz) | Cadena Dial                  | DVB-T  | http://www.cadenadial.com/                |
| MAUT_CAT (TVC)      | 24 UHF (498 MHz) | TV3                          | DVB-T  | http://www.tv3.cat/                       |
| MAUT_CAT (TVC)      | 24 UHF (498 MHz) | 3/24                         | DVB-T  | http://www.324.cat/                       |
| MAUT_CAT (TVC)      | 24 UHF (498 MHz) | SX3/33                       | DVB-T  | http://www.super3.cat/                    |
| MAUT_CAT (TVC)      | 24 UHF (498 MHz) | Esport3                      | DVB-T  | http://www.esport3.cat/                   |
| MAUT_CAT (TVC)      | 24 UHF (498 MHz) | IB3 Global                   | DVB-T  | http://www.ib3tv.com/                     |
| MAUT_CAT (TVC)      | 24 UHF (498 MHz) | Catalunya Ràdio              | DVB-T  | http://www.catradio.cat/                  |
| MAUT_CAT (TVC)      | 24 UHF (498 MHz) | Catalunya Informació         | DVB-T  | http://www.catalunyainformacio.cat/       |
| MAUT_CAT (TVC)      | 24 UHF (498 MHz) | Catalunya Música             | DVB-T  | http://www.catalunyamusica.cat/           |
| MAUT_CAT (TVC)      | 24 UHF (498 MHz) | iCat                         | DVB-T  | http://www.icat.cat/                      |
| MPE5                | 28 UHF (530 MHz) | Atreseries                   | DVB-T  | http://atreseries.atresmedia.com/         |
| MPE5                | 28 UHF (530 MHz) | Be Mad                       | DVB-T  | https://www.bemad.es/                     |
| MPE5                | 28 UHF (530 MHz) | Realmadrid TV                | DVB-T  | https://www.realmadrid.com/real-madrid-tv |
| MPE5                | 28 UHF (530 MHz) | TEN                          | DVB-T  | http://www.tentv.es/                      |
| MPE5                | 28 UHF (530 MHz) | Los 40 Classic               | DVB-T  | https://los40.com/los40_classic/          |
| MPE5                | 28 UHF (530 MHz) | Los 40 Urban                 | DVB-T  | https://los40.com/los40_urban/            |
| MPE5                | 28 UHF (530 MHz) | Radiolé                      | DVB-T  | https://www.radiole.com/                  |
| MPE4                | 29 UHF (538 MHz) | Boing                        | DVB-T  | http://www.boing.es/                      |
| MPE4                | 29 UHF (538 MHz) | Energy                       | DVB-T  | http://www.energytv.es/                   |
| MPE4                | 29 UHF (538 MHz) | Mega                         | DVB-T  | https://mega.atresmedia.com/              |
| MPE4                | 29 UHF (538 MHz) | TRECE                        | DVB-T  | https://www.cope.es/trecetv               |
| MPE4                | 29 UHF (538 MHz) | Onda Cero                    | DVB-T  | http://www.ondacero.es/                   |
| MPE4                | 29 UHF (538 MHz) | Europa FM                    | DVB-T  | http://www.europafm.com/                  |
| MPE4                | 29 UHF (538 MHz) | Melodía FM                   | DVB-T  | http://www.melodia-fm.com/                |
| MPE4                | 29 UHF (538 MHz) | COPE                         | DVB-T  | http://www.cope.es/                       |
| MPE4                | 29 UHF (538 MHz) | Rock FM                      | DVB-T  | https://www.rockfm.fm/                    |
| TL03T Tortosa       | 34 UHF (578 MHz) | Canal 21 Ebre                | DVB-T  | https://www.canal21ebre.com/              |
| TL03T Tortosa       | 34 UHF (578 MHz) | Canal TE                     | DVB-T  | http://www.canalte.cat/                   |
| TL03T Tortosa       | 34 UHF (578 MHz) | 21 Ràdio                     | DVB-T  | https://www.21radio.cat/                  |
| TL03T Tortosa       | 34 UHF (578 MHz) | Ràdio Delta                  | DVB-T  | https://deltacat.cat/                     |
| TL03T Tortosa       | 34 UHF (578 MHz) | Digital Hits FM              | DVB-T  | https://www.digitalhits.cat/              |
| TL03T Tortosa       | 34 UHF (578 MHz) | Imagina Urban                | DVB-T  | https://www.imaginaradio.cat/             |
| TL03T Tortosa       | 34 UHF (578 MHz) | Imagina Ràdio                | DVB-T  | https://www.imaginaradio.cat/             |
| MPE3                | 35 UHF (586 MHz) | Telecinco                    | DVB-T  | http://www.telecinco.es/                  |
| MPE3                | 35 UHF (586 MHz) | Cuatro                       | DVB-T  | http://www.cuatro.com/                    |
| MPE3                | 35 UHF (586 MHz) | Factoría de Ficción          | DVB-T  | https://www.factoriadeficcion.com/        |
| MPE3                | 35 UHF (586 MHz) | Divinity                     | DVB-T  | http://www.divinity.es/                   |
| MAUT_CAT addicional | 36 UHF (594 MHz) | Pg1                          | DVB-T  |                                           |
| MAUT_CAT addicional | 36 UHF (594 MHz) | Pg2                          | DVB-T  |                                           |
| MAUT_CAT addicional | 36 UHF (594 MHz) | Pg3                          | DVB-T  |                                           |
| MAUT_CAT addicional | 36 UHF (594 MHz) | Pg4                          | DVB-T  |                                           |
| MPE2                | 40 UHF (626 MHz) | Antena 3                     | DVB-T  | http://www.antena3.com/                   |
| MPE2                | 40 UHF (626 MHz) | La Sexta                     | DVB-T  | http://www.lasexta.com/                   |
| MPE2                | 40 UHF (626 MHz) | Neox                         | DVB-T  | http://www.antena3.com/neox/              |
| MPE2                | 40 UHF (626 MHz) | Nova                         | DVB-T  | http://www.antena3.com/nova/              |
| RGE1 CAT            | 43 UHF (650 MHz) | La 1 Catalunya               | DVB-T  | https://www.rtve.es/television/           |
| RGE1 CAT            | 43 UHF (650 MHz) | La 2 Catalunya               | DVB-T  | https://www.rtve.es/television/           |
| RGE1 CAT            | 43 UHF (650 MHz) | 24h Catalunya                | DVB-T  | https://www.rtve.es/television/           |
| RGE1 CAT            | 43 UHF (650 MHz) | Teledeporte                  | DVB-T  | https://www.rtve.es/television/           |
| RGE1 CAT            | 43 UHF (650 MHz) | RNE Radio Nacional Catalunya | DVB-T  | http://www.rne.es/                        |
| RGE1 CAT            | 43 UHF (650 MHz) | RNE Radio 5 Catalunya        | DVB-T  | http://www.rtve.es/radio/radio5/          |
| RGE1 CAT            | 43 UHF (650 MHz) | RNE Ràdio 4                  | DVB-T  | http://www.rtve.es/radio/radio4/          |
| MPE1                | 47 UHF (682 MHz) | Veo 7                        | DVB-T  | http://www.veo7.com/                      |
| MPE1                | 47 UHF (682 MHz) | DMAX                         | DVB-T  | https://dmax.marca.com/                   |
| MPE1                | 47 UHF (682 MHz) | Paramount Network            | DVB-T  | https://www.paramountnetwork.es/          |
| MPE1                | 47 UHF (682 MHz) | Squirrel                     | DVB-T  | https://squirreltv.es/                    |
| MPE1                | 47 UHF (682 MHz) | Radio Maria                  | DVB-T  | http://www.radiomaria.es/                 |
| MPE1                | 47 UHF (682 MHz) | Radio Marca                  | DVB-T  | http://www.radiomarca.com/                |
| MPE1                | 47 UHF (682 MHz) | Cadena 100                   | DVB-T  | https://www.cadena100.es/                 |
| MPE1                | 47 UHF (682 MHz) | BOM Radio                    | DVB-T  | https://www.bomradio.com/                 |

#### Ràdio
| Canal d'emissió | Serveis         | Senyal | Lloc web                               |
| --------------- | --------------- | ------ | -------------------------------------- |
| 89,1 MHz        | Ràdio Flaixbac  | FM     | https://flaixbac.cat/                  |
| 90,1 MHz        | Ràdio Estel     | FM     | https://www.radioestel.cat/            |
| 93,2 MHz        | Cadena Dial     | FM     | https://www.cadenadial.com/            |
| 94,2 MHz        | RAC 105         | FM     | https://www.rac105.cat/                |
| 95,7 MHz        | SER Ebre        | FM     | https://cadenaser.com/ser-ebre/        |
| 98,0 MHz        | COPE Catalunya  | FM     | https://www.cope.es/emisoras/catalunya |
| 99,0 MHz        | Radio TeleTaxi  | FM     | https://www.radioteletaxi.com/         |
| 101,0 MHz       | RAC 1           | FM     | https://www.rac1.cat/                  |
| 101,9 MHz       | U Ràdio         | FM     | https://www.uradio.cat/                |
| 102,9 MHz       | Flaix FM        | FM     | https://flaixfm.cat/                   |
| 103,3 MHz       | Ràdio Tortosa   | FM     | https://radiotortosa.cat/              |
| 103,9 MHz       | Imagina Ràdio   | FM     | https://www.imaginaradio.cat/          |
| 105,6 MHz       | Els 40          | FM     | https://los40.com/els40/               |
| 106,0 MHz       | Digital Hits FM | FM     | https://www.digitalhits.cat/           |

### Montcaro
Comarca: Baix Ebre
Cota: 1.437 m
Cobertura: Terres de l'Ebre, els Monegres i Baix Maestrat

#### Televisió
| Xarxa múltiplex       | Canal d'emissió  | Serveis: TV / ràdio       | Senyal | Web                                 |
| --------------------- | ---------------- | ------------------------- | ------ | ----------------------------------- |
| MAUT_CAT (TVC)        | 24 UHF (498 MHz) | TV3                       | DVB-T  | http://www.tv3.cat/                 |
| MAUT_CAT (TVC)        | 24 UHF (498 MHz) | 3/24                      | DVB-T  | http://www.324.cat/                 |
| MAUT_CAT (TVC)        | 24 UHF (498 MHz) | SX3/33                    | DVB-T  | http://www.super3.cat/              |
| MAUT_CAT (TVC)        | 24 UHF (498 MHz) | Esport3                   | DVB-T  | http://www.esport3.cat/             |
| MAUT_CAT (TVC)        | 24 UHF (498 MHz) | IB3 Global                | DVB-T  | http://www.ib3tv.com/               |
| MAUT_CAT (TVC)        | 24 UHF (498 MHz) | Catalunya Ràdio           | DVB-T  | http://www.catradio.cat/            |
| MAUT_CAT (TVC)        | 24 UHF (498 MHz) | Catalunya Informació      | DVB-T  | http://www.catalunyainformacio.cat/ |
| MAUT_CAT (TVC)        | 24 UHF (498 MHz) | Catalunya Música          | DVB-T  | http://www.catalunyamusica.cat/     |
| MAUT_CAT (TVC)        | 24 UHF (498 MHz) | iCat                      | DVB-T  | http://www.icat.cat/                |
| MAUT_ARA (dir. Aragó) | 26 UHF (514 MHz) | Aragón TV                 | DVB-T  | http://www.aragontelevision.es/     |
| MAUT_ARA (dir. Aragó) | 26 UHF (514 MHz) | Aragón Radio              | DVB-T  | http://www.aragonradio.es/          |
| RGE1 ARA (dir. Aragó) | 39 UHF (618 MHz) | La 1 Aragón               | DVB-T  | https://www.rtve.es/television/     |
| RGE1 ARA (dir. Aragó) | 39 UHF (618 MHz) | La 2                      | DVB-T  | https://www.rtve.es/television/     |
| RGE1 ARA (dir. Aragó) | 39 UHF (618 MHz) | 24h                       | DVB-T  | https://www.rtve.es/television/     |
| RGE1 ARA (dir. Aragó) | 39 UHF (618 MHz) | Teledeporte               | DVB-T  | https://www.rtve.es/television/     |
| RGE1 ARA (dir. Aragó) | 39 UHF (618 MHz) | RNE Radio Nacional Aragón | DVB-T  | http://www.rne.es/                  |
| RGE1 ARA (dir. Aragó) | 39 UHF (618 MHz) | RNE Radio 5               | DVB-T  | http://www.rtve.es/radio/radio5/    |

#### Ràdio
| Canal d'emissió | Serveis                      | Senyal | Web                                     |
| --------------- | ---------------------------- | ------ | --------------------------------------- |
| 88,4 MHz        | Catalunya Ràdio              | FM     | http://www.catradio.cat/                |
| 90,7 MHz        | RNE Ràdio 4                  | FM     | https://www.rtve.es/radio/radio4/       |
| 93,6 MHz        | RNE Radio 5 Tarragona        | FM     | http://www.rtve.es/radio/radio5/        |
| 96,6 MHz        | RNE Radio Clásica            | FM     | https://www.rtve.es/radio/radioclasica/ |
| 98,5 MHz        | Catalunya Informació         | FM     | http://www.catalunyainformacio.cat/     |
| 99,6 MHz        | RNE Radio 3                  | FM     | https://www.rtve.es/radio/radio3/       |
| 102,5 MHz       | Catalunya Música             | FM     | http://www.catalunyamusica.cat/         |
| 104,3 MHz       | RNE Radio Nacional Catalunya | FM     | https://www.rtve.es/radio//             |
| 104,9 MHz       | iCat                         | FM     | http://www.icat.cat/                    |